# 神曲奏界ポリフォニカ
『神曲奏界ポリフォニカ』（しんきょくそうかいポリフォニカ）は、ocelotが制作したキネティックノベル、およびその世界設定を元としてシェアード・ワールド展開がなされた小説やアニメなどのメディアミックス作品群の事を指す。

## 概要
人間と精霊とが共存する異世界を舞台に物語は展開する。
2005年8月1日よりキネティックノベル第5作として1話が販売されたのち、2話を追加した『神曲奏界ポリフォニカ 1&2話BOXエディション』が2006年4月28日にパッケージ版として発売、2007年春にはPlayStation 2版（キネティックノベルの移植）と1&2話の続きの完結編となる『神曲奏界ポリフォニカ 3&4話BOXエディション』が発売された。また、2006年9月1日よりS!アプリ版（SoftBank 3G対応機種のみ）がプロトタイプの運営する「ビジュアルアーツ☆Motto」で順次、配信されている。
2006年1月よりソフトバンククリエイティブ・GA文庫において小説版のシェアード・ワールド展開が行われ、『クリムゾン・シリーズ』、『ブラック・シリーズ』、『ホワイト・シリーズ』が、2007年からは『ぶるう・シリーズ』、『レオン・ザ・レザレクター』が、2008年からは『ダン・サリエル シリーズ』が、2009年からは『レオン・ザ・レザレクター シリーズ』の続編『レオン・ザ・ゴールド シリーズ』がそれぞれ刊行されている。2013年11月時点でシリーズ累計発行部数は260万部を記録している。
2006年10月10日にT.O EntertainmentプロデュースによるTVアニメ化が発表され、同日に公式サイトオープン。4月よりアニメ（全12話）が放送された他、2007年3月よりウェブコミック誌「FlexComixブラッド」から途中COMICメテオへの移籍を経て2013年2月20日まで漫画化作品が連載されていた。 また、テレビアニメ2期として『神曲奏界ポリフォニカ クリムゾンS』が2009年4月より放送された（全12話）。
以上のシェアードワールドすべてのストーリーの設定管理・監督を日高真紅が担当。
作者急逝で未完となったシリーズもあるが、最も未来の時期を舞台にしたエイフォニック・ソングバード シリーズの完結をもって神曲奏界ポリフォニカは終了した。

### クリムゾン・シリーズ
ポリフォニカ作品群の中核を為すシリーズ。キネティックノベル（通称「学生編」）のシナリオを最初に担当していたのは、榊一郎とその弟子だった武乃忍だったが、後に榊一郎が全て担当する事に。その後、榊一郎がキネティックノベルのストーリー以降の時期を舞台にしたライトノベル作品（通称「社会人編」）を執筆開始し、これらを総称して『クリムゾン・シリーズ』ないし『「赤」のポリフォニカ』『赤ポリ』『ポリ赤』と呼称されるようになる。2007年5月に刊行された「ビギニング・クリムゾン」を皮切りに、2008年11月よりキネティックノベル1〜4話（学生編）のノベライズ作品『クリムゾンS』が新シリーズとして刊行開始。シリーズが続いたために発生した設定の矛盾点解消や変更などの若干の加筆修正が全体的に行われ、それとは別に書き下ろしの短編が各巻についている。
また、Yahoo! Japan内のウェブコミック誌「FlexComixブラッド」で連載されている漫画化作品『神曲奏界ポリフォニカ カーディナル・クリムゾン』（作画：緋呂河とも）も、学生編のストーリーに準じている。
2009年12月25日には、キネティックノベル4話の後から社会人編第一巻の間の期間（要するに学院卒業までの間）の一部分を舞台とした、新作キネティックノベル『神曲奏界ポリフォニカ AFTER SCHOOL』が発売された。
将都トルバスを舞台に、主人公の成長や精霊との交歓、人間と精霊との関係性がテーマとなっているハートフルな作風で、他シリーズとキャラクターのコラボレーションが最も多い作品。それとは別に、敵味方共に他作品より頭一つ抜けた力の持ち主が揃っているため、ドラゴンボールに代表されるインフレバトル物の側面もある。

### ブラック・シリーズ
2006年6月より大迫純一・著、BUNBUN・画のライトノベル作品が刊行され、これを原作とするキネティックノベル『神曲奏界ポリフォニカ THE BLACK』が2007年8月10日に発売された（開発・KuroCo）。また、キネティックノベル版は2009年1月15日、PS2に移植され同じく『神曲奏界ポリフォニカ THE BLACK』として発売された。これらの作品を総称して『ブラック・シリーズ』ないし『「黒」のポリフォニカ』『黒ポリ』『ポリ黒』と呼称される。
将都トルバスの精霊課刑事が主役であり、ハードボイルドな推理小説風の作品であるためコメディ描写は少ない。2010年5月25日に作者の大迫純一が急逝したため、2010年10月刊行の短編集「インタルード・ブラック」をもってシリーズ終了となった。

#### レオン・ザ・レザレクター&レオン・ザ・ゴールド
2007年11月、大迫純一・著、忍青龍・画のコンビで、『ブラック・シリーズ』の登場人物である精霊探偵レオンを主役としたスピンオフ作品として、新シリーズ『レオン・ザ・レザレクター』が発売開始された。ポリフォニカシリーズでは初めて、タイトルに色ではなく人物名を冠したシリーズとなっている。2009年4月15日に発売された4巻目『レオン・ザ・レザレクター 4』で最終巻となり一旦完結。神曲奏界ポリフォニカのシェアードワールド全シリーズにおいて初めて完結を迎えた作品となった。また、そのレザレクター4巻のあとがきで続きのシリーズの事を告知。その後、2009年10月15日に本編となる『金』シリーズ『レオン・ザ・ゴールド』を開始。
主人公が裏社会や荒事に関わることが多いためダークでシリアスな雰囲気が強く、全シリーズ中で死者や残虐な描写が最も多い。レオン・ザ・レザレクターというタイトルの「レザレクター（Resurrector）」とはresurrect（復活）を意味し、レオン・シリーズ全体としては本編となる「レオン・ザ・ゴールド」の前日譚という位置付け。作者の大迫純一が急逝したためシリーズ終了になると考えられていたが、ブラック・シリーズと違い公式的なコメントは出ないまま未完となった。

### ホワイト・シリーズ
2006年7月より高殿円・著、きなこひろ・画のライトノベル作品が刊行され、これを基に2007年にはキネティックノベル『神曲奏界ポリフォニカ Memories White』が「ファーストエモーション」（6月29日発売）、「エンドレスアリア」（7月13日発売）の順に発売された（開発・AMEDEO）。これらの作品を総称して『ホワイト・シリーズ』ないし『「白」のポリフォニカ』『白ポリ』『ポリ白』と呼称される。2008年9月刊行の「エンシェント・ホワイト」から、イラストレーターのきなこひろが降板。凪かすみが後を引き継いだ。
他の作品より遥か昔の遺跡時代に存在した精霊島が舞台となっており、ポリフォニカ世界の背景・設定の補強と精霊達の過去話という位置付け。シリーズ最古の時期の物語であり、他のシリーズとは作風や設定がかなり異なっている（榊一郎曰く、精霊島の存在の有無による影響のため）。

### ぶるう・シリーズ
2007年1月刊行の短編集「まぁぶる」に短編1本が掲載された後、2月より新シリーズとして築地俊彦・著、兎塚エイジ・画のライトノベル作品として発売されている。現在のところ、他のシェアード・ワールド作品と異なりキネティックノベルの発売は未定であるが、他の作品に倣い『ぶるう・シリーズ』ないし『「青」のポリフォニカ』『青ポリ』『ポリ青』と呼称される。
物語の舞台が凰都ヴィレニスという将都トルバスとは違う都市となっており、そこでニートの主人公とドジっ子精霊が騒動を繰り広げるというコメディ要素が強い作風となっている。 詳細は不明だが、続巻が刊行されなくなり未完シリーズとなった。

### ダン・サリエル シリーズ
2007年8月刊行の短編集「ぱれっと」の掲載作品の1つだったが、2008年9月より新シリーズとして発売開始された。あざの耕平・著、カズアキ・画。レオン・ザ・レザレクターと同じく、タイトルに色ではなく人物名が冠されたシリーズとなっている。基本的には「ダン・サリエル シリーズ」という表記で公式サイトも統一されているが、ocelotのHPのInformationには「銀」のポリフォニカとも表記されている。2010年7月刊行の「ダン・サリエルと真夜中のカルテット」でシリーズ完結となった。
将都トルバスで活躍する音楽家が主人公という事で神曲と芸術がメインテーマとなっているが、主人公と周囲の人物達のドダバタコメディ描写も多い。

### 神曲奏界ポリフォニカRPGリプレイシリーズ
2008年8月に神曲奏界ポリフォニカRPGとしてF.E.A.R.に製作されたテーブルトークRPGのリプレイシリーズ。加納正顕/F.E.A.R.・著、みかきみかこ・画。同年8月に小説家の榊一郎と三田誠、F.E.A.R.より鈴吹太郎と矢野俊策をプレイヤーに迎え第一巻が、2009年5月に新たにイラストレーター兼漫画家の合鴨ひろゆきをプレイヤーに加えた第二巻が発売。
後にGAマガジンにてGM加納正顕の手になる短編「神曲奏界ポリフォニカRPG スピンオフ！ はじまりの狂騒曲〜侍楽士就職譚〜」が小説として初登場。『まぁぶる すぺさる』にも短編が収録されている。 

### エイフォニック・ソングバード シリーズ
2009年1月30日発売のゲーマガ3月号から連載が開始され、2009年10月号で区切りとして一旦連載終了したシリーズだが、その後もGAマガジンで時折続きが掲載され、2012年1月から配信開始した電子書籍「GA文庫マガジン」で正式に連載が復活した。2012年5月31日には文庫版『神曲奏界ポリフォニカ エイフォニック・ソングバード』一巻が刊行された。榊一郎・著、カントク・画。クリムゾン・シリーズより後の時期のトルバス神曲学院を舞台とした学園物。大事件が起こらない学生の日常風景がメインで、RPGリプレイシリーズのキャラクターや設定が重要な鍵になっているなど一風変わった作品となっている。ポリフォニカシリーズ初の、色でも人物名でもないタイトルを持つ作品。
主人公の少女が楽士としては致命的な先天的聴覚障害者であるため、耳の聞こえない者は本当に神曲楽士にはなれないのか？ というメインテーマに沿って物語が展開する。ただし作風自体はあまりシリアスではなく、コメディタッチ寄りとなっている。
エイフォニック（aphonic）とは「声の出ない、失声（症）の」という形容詞、ソングバード（songbird）は「鳴き鳥」などの意味を持つ英単語であり、合わせて「声のない鳴き鳥」といった意味合いとなる。シリーズタイトルとしては「沈黙の歌姫」とルビが振られており、主人公に関するキーワードとなっている。

## 設定
「精霊」と呼ばれるものが当たり前に存在する異世界。地球とは別世界のパラレルワールドで、異界（地球）からポリフォニカ世界に召喚されて来た人間（異邦人）もいる。この世界の科学レベルは地球の現代〜近未来ぐらいで、核兵器も含めた現代科学の産物と似た物は大体存在しているほか、立体映像のコンソールなどといったいわゆるSF系の技術や未来都市も存在する。だが、集積回路に相当する「賢者の石」を発掘に頼っている（自発的に開発できる技術を持っていない）ために、地球側では一般市民にも普及しているような代物でも、ポリフォニカ大陸では一般的に普及していない場合がある。そうした科学技術と平行して、「神曲」を演奏して精霊の力を借りるという特殊な技術体系が発展している。
この世界には何か大きな秘密があるらしく、精霊は人間達がいつか真相に辿り着くその時を待っている。

## 舞台
「ポリ白」以外のシリーズは、メニス帝国を舞台としたほぼ同時期の物語で、登場人物同士にも交流があるなど互いに密接な関わり合いがある。「ポリ白」は、それらと異なる遥か昔（1000年以上前）の遺跡時代が舞台となっており、ポリフォニカ世界の背景・設定の補強と精霊達の過去話という位置付け。
シェアード・ワールドの軸となる「ポリ赤」は、キネティックノベル版、ウェブコミック版、小説版の5巻およびクリムゾンS、アニメ2期が「学生編」、それ以外の小説版各巻およびアニメ1期が数年後の「社会人編」と、それぞれ物語の時期が異なっている。

## 用語

### 精霊関連
精霊（スピリット）
世界に満ちる「知性在る何か」「人間の善き隣人」と呼ばれる存在。精霊を数えるときは「〜人」や「〜体」ではなく、「〜柱」と数える。「物質化」できる「精神体」であり、様々な定義をされているが詳しいことは未だ不明。他の生物に比べて圧倒的に強力な存在で、下級精霊ですら人間よりずっと強い力を持つ。ましてや上級精霊ともなると、単体で地形をも変えられるほどの力を発揮できる。その特徴的な名前は、「名・柱名・精名」の順で構成され、柱名は「御柱」とも呼ばれる精霊の力の根元となっている。そのため、柱名を失った精霊はその力の大半をも同時に失うことになる。
精霊には様々な形態の者がおり、どこか共通点のある者達を「枝族」として一纏めにし、大まかに分類している。ただし、どのような姿だろうと必ず偶数枚の対になる光の「羽根」を持つ。複雑な紋様を描くこの羽根は「精霊紋章」と呼ばれ、一説には精霊の本体だとも言われている。羽根の紋様は、人間の指紋と同じく同一の物が存在しないため、精霊の個体識別にも用いられている。羽根は出し入れ自在であり、人間社会で暮らす精霊の中には普段は羽根を隠している者もいる。羽根の数は等級に比例し、2枚が下級精霊、4枚が中級精霊、6枚が上級精霊と、上に行くほど数が増える。等級はそのまま保有する力の絶対量を示しているため、羽根の数の違いは越えられない壁を意味し、下位の者が上位の者に一対一の戦いで勝つことは基本的には不可能。例外は神曲支援を受けたときだが、それでも限界はある。同じ等級内でもさらに個体毎の力の差が存在し、上級精霊「イアリティッケ」のように始祖精霊にも迫るほどの突出したエネルギー量を持つ者や、中級精霊「ヤーディオ」のように等級の壁を越えて通用するほどの「業」を有する者も存在する。
精霊が誕生した際に物質化するため選択する形態を、人型は「フマヌビック」、獣型は「ベルスト」と総称するが、その中間の半獣半人型「リカントラ」という形態も存在する。肉体を持たない精神体であるため、誕生時に選んだ形態を後から他のものへと変えることも可能だが、自己同一性を保つために通常はそういった自己改造には年単位の長い時間が必要となる。だが物質化した姿はあくまで「器」でしかなく、元々はその形状にさしたる意味は無かったため（自分のいる環境に適した形を求めた結果、周囲の生物を模したのが始まりと言われている）、複雑に組織化できるほどのエネルギー量を持たない個体の多い下級精霊は、大抵の場合「器」としての機能だけを追及した単純なぬいぐるみのような形態を選択する。下級精霊といっても当然個体毎に力の大小があるため、中には人型などの複雑な形状を選択できる者もいる。
しかし物質化には欠点もあり、どの形態を選択してもその姿の元となった生き物の生態に沿った行動を採る必要がある。そこからあまりに逸脱した行為（全く食事をせず不眠不休で長期間活動するなど）をした場合には大量のエネルギーを消耗するため、物質化している精霊は少量ながらも食事をとったり睡眠したりといった行動をする。非物質化時にそれは不要なので、多くの下級精霊やあまり人と関わらない精霊などは、必要な時以外は物質化をほとんど行わない。
人間と精霊は全く異なる生き物ではあるが、どちらも魂を持つ存在には変わりないため、人間は肉を纏う精霊であるという見方もできる。それが半精霊や人に生まれ変わった精霊といった特殊な存在を生み出す要因ともなっている。
物質化と非物質化
精神生命体である精霊は、自身を構成するエネルギー「精霊雷」で擬似的に物質の構成を再現し、目に見え手で触れることが出来る状態を作り出せる。これが物質化で、逆に物質化を行わずに（または解除して）目に見えず手でも触れられないエネルギー状態でいることを非物質化という。物質化は、自身の肉体だけでなく身に纏う衣服や使う道具までと多岐に渡る（言い換えれば、精霊は常に全裸であるとも言える）。ただし、たとえ物質化できようともその存在自体は純粋なエネルギー体であることに変わりがなく、精霊が死亡したり物質化した精霊からのエネルギー供給が止まった際には、物質化したモノは跡形もなく消滅する。基本的に精霊は物質化で全て賄えるため、わざわざ金銭で物を買う必要はない。だが、昔から物を買って使う精霊が全く居なかったかと言えばそうではなく、特に最近では人間のデザインした衣服や生み出した道具を好んで使用する精霊も増えてきている。
物質化時には、目視だけでなくレーダーやセンサーといった類でも感知できる精霊だが、非物質化時に人間が精霊の存在を知ることは不可能。この状態の精霊は空間そのものと言えるため、その存在は精霊同士でしか感知ができない。また非物質化時には、物質化時の肉体制限やエネルギー消耗もほとんど無い。物質を透過することもできるため、何の対策も施されていない建物では精霊の侵入を防ぐ術は無い。他に、物質化した肉体が致命的なダメージを負った際でも、非物質化すればなんとか命を取り留め傷を癒すことができる。一見何の欠点もなさそうな非物質化だが、この状態では何事にも干渉されない代わりに自分からも干渉できないため、精霊が物事に干渉するためには物質化することを避けて通れない。
あくまで通説だが、大昔の精霊は非物質化状態でいることが普通で人の目に触れることは滅多になく、ダンテが神曲を生み出し交歓したことを切っ掛けに頻繁に物質化するようになり、人間の生活とも深く関わるようになったと言われている。
異常嗜好精霊（アウターセンス・スピリチュアル）
通称「狂精霊（フューリー）」。通常の神曲とは若干異なる、奏者の負の感情に満ちた神曲を嗜好する精霊。普通の精霊と比べると、五感のうちのいずれかが異常に発達しているのが特徴。
始祖精霊
奏世神話において、奏世神に最初に呼び出された（あるいは世界を創った）とされる、八柱（やはしら）の女性型フマヌビック形態の精霊を指す。彼女らは生まれる際に姿を選択する通常の精霊とは異なり、最初から女性の姿で生まれている。「神霊」や「女神」と呼ばれ、全ての精霊の母とも謳われている精霊の女王。全ての精霊の頂点に君臨する強大な力を有している。「赤」や「白」など、その象徴たる「色」で認識されることもある。
見た目は上級精霊と同じ6枚羽根（本来は8枚羽根だった）だが、遥かに強大なその力は上級精霊でも不可能なことを可能とする。各々が世界の法則や秩序（いわゆる理）を司り、この世界を支えている。始祖精霊はその名前自体に神曲のような力があるため、その名を元に他の精霊を召喚し使役することも可能。また肉体という拠り所を持たない精霊は、通常なら名前を偽ったり急激に姿を変化させれば自己同一性が保てなくなりその存在が変質してしまうが、「通常の精霊」というものの常識の範疇外に存在する彼女らは、偽名を名乗ったり容易に変身したりできる。
始祖精霊はフマヌビックの祖として位置付けられており、ベルストの祖として「聖獣」と呼ばれる対になる守護精霊が存在する。両者は本来1つの存在であり、互いが互いの存在のバックアップの役割を果すため、同時に両者が死亡でもしない限り完全に滅びることは無く、何度でも生まれ変わる。これは「転生の輪」と呼ばれ、数多の精霊や生物達と始祖精霊や聖獣を分ける大きな違いとなっている特殊な力。
始祖精霊の中でも一度も死なずに原初から存在している者を特に「原型（オリジナル）」と呼び、少なくともコーティカルテとエレインドゥースとエステルはその「原型」であることが判明している。「白」の時代までで一度でも消滅したことがあるのは「エターナリア」だけだったため（聖獣には消滅事例がある）、その段階では女神の消滅による影響やその転生に関しては分からないことが多かった。その後リシュリーティンクも消滅した。その他の女神に関してはいずれも原型であると推測できる描写がなされているが、未だ登場していない者もおり、はっきりとした明言はされていない。
始祖精霊の色と名前
- 「紅」コーティカルテ・アパ・ラグランジェス（原型）
- 「翠」エレインドゥース・オル・タイトランテル（原型だったが、レイトスと魂を共有したことで変質）
- 「白」エターナリア・シーラー・クラリーテュレイス（一度消滅。転生体はスノウドロップ。柱名と精名はまだ明かされていない）
- 「黒」レティアコール・???・???（原型？）
- 「金」ゾーラステリア・???・???（原型？）
- 「銀」エステル・ラルサ・ヘリオバス（原型）
- 「紫」リシュリーティンク・ロザ・アメティスタス（ホワイトシリーズ終盤で消滅。その後あまり間を置かずに転生した）
- 「蒼」プルメリート・???・???（原型？）

聖獣
始祖精霊に匹敵する力を有する、彼女達の半身となる八柱の守護精霊。始祖精霊が全て女性であるのとは対照的に、聖獣は全て男性。始祖精霊とは別個に独立しているが、存在の奥底では繋がっているため極言すれば同一体であるとも言える。最も強い力を振るえる本来の姿のベルスト形態と、通常時に採っているフマヌビック形態の二つの姿を持っているという通常の精霊とは異なる存在であり、始祖精霊と同じく単純に精霊という括りで語ることは出来ない。始祖精霊と同じく聖獣も世界の法則を司る存在であるために、たとえ死したとしても「転生の輪」により何度でも生まれ変われる。だが彼らは始祖精霊とは異なり、生まれ変わっても前世の記憶をある程度保持していられる。これは、始祖精霊を守護するという役割のための力。
聖獣の呼称は基本的に柱名（ブランカ、ラグ、メリディアなど）で呼ぶ慣わしとなっている。
聖獣の色と名前
- 「紅」リオネイル・フラメル・エリュトロン（過去に追放されていたが、死の禊を経て転生したため復帰）
- 「翠」ザフィア・クリューソー・イズゥムルート
- 「白」エリファス・ブランカ・アルビオーナ
- 「黒」マナガリアスティノークル・ラグ・エデュライケリアス
- 「金」不明
- 「銀」不明
- 「紫」セイクリッド・メリディア・ポイニークーン
- 「蒼」???・ザッカル・???（事の詳細は不明だが、聖獣初の消滅個体。後に転生）

奏世神
「ジェネシスト」と呼ばれる祖神。四面八臂・8枚羽根の姿をしていたとされ、始まりの楽器と言われる奏世楽器を用いて何もない混沌から始祖精霊と共に世界を奏造し、最後に自らの後継者として人間を生み出して永い眠りに付いたとされる。しかし、一説には八柱の始祖精霊を一神教の思想の元に1つに纏め上げた偶像とも言われている。
あくまで神話上の架空の存在と思われていたが、「始祖精霊」の実在に加え、「奏世楽器」と再奏世に必要な「始原神曲」が実在したことが、神と呼ばれるモノは確かに居たのだという事実を匂わせる。どちらにしても、その正体は未だ不明である。
レブロス
かつての精霊島に深く関係していた、既に喪われた存在。その亡骸は「聖骸」という形で残っている。精霊を精霊として生まれ変わらせる力を持っていた存在であったとされている。その正体は、精霊でもなく人間でもないこの世で唯一の複数意思を持つ原始生命体で、この世のどの生命体にも進化しなかったもの。生命の集合体でもありながら1つの意思（統一意思）でもある。厳密には「生きて」いないので時間の概念がなく、そのため時を飛び越えるようなことすら出来る。始祖精霊や奏世楽器と同じく、摂理や法則の具現のような存在であり、世界の目であり中心のようなもの。神とも呼ばれた。善悪の概念を持たない中立的存在のため、誰の敵にも味方にもならないが、かつての大戦時に世界のバランスを取るという利害が一致したのでダンテやエリュトロンに一時協力した。
「白」で登場したナノポニートとは本来レブロスの端末のことを指す名で、性別も容姿も生み出した時の都合で変わる。ナノポニートはレブロスのバックアップという側面も持ち、己の消滅に際して複数のナノポニートを生み出したレブロスは、自らの情報の断片をそれぞれの中に封印し、来るべき復活の時を待ち続けていた。しかし、その中で最も特殊な存在で最も重要な断片を保持していたリコリスが1000年間に渡る人としての生活とスノウドロップとの関わりによって考えを変え、フォロンとコーティカルテの前に現れてナノポニートではなくリコリスとしての決断を下し、レブロスを裏切って他のすべてのナノポニートを殲滅することを二人に依頼した。
精霊雷（スピリチュアル・ライトニング）
精霊の持つ奇跡の力。精霊がその力を行使する際に、己の体を構成するエネルギーを放出する現象を指す言葉。単純にエネルギーとして放出しただけの場合、それがまるで横向きの稲妻のように見えることからこの呼び方になった。己の体の一部を削って使っているため、暴走などで無茶に使い過ぎれば自身を滅ぼす危険性がある。
実際使用する時は当人の性質や性格や目的に合わせた様々な形に変換するため、物質を構成・分解したり、物を加工したり、熱や運動などの違うエネルギーに変換して使用したり、盾状やら弾丸状やらといった形のエネルギー体にして攻防に使用したりと様々なバリエーションがある。また使用の巧拙にも個人差があり、とてつもなく精密な作業をこなせる者も居れば大雑把な使い方が精一杯といった者もいる。一般的には、知性や自我に乏しい下級精霊や力の大き過ぎる上級精霊は細かい制御の苦手な者が多く、精密作業をさせるなら中級精霊が最も向いている場合が多いと言われている。当然だがどちらにも例外はあり、超精密作業を行える上級精霊や、大雑把な中級精霊も存在する。
精霊契約（スピリチュアル・コヴェント）
神曲楽士の奏でる神曲を気に入った精霊が、その楽士と専属契約を結ぶこと。「白」の時代には下級精霊とでも契約できたが、精霊島の無い現代では中級以上の精霊としか契約できない。両者の仲が親密な場合、結婚と同義に例えられることもあるが、大抵の場合には雇用契約に近い意味合いで行われる。この契約により、精霊はその楽士の神曲に合わせた調律（特化する事）を行い、契約前の何倍もの効果を得られるようになる。 代わりに契約者以外の神曲を受け付け難くなってしまう欠点があり、契約者の神曲を得られなくなれば神曲飢餓で暴走する危険性を抱え込むことになる。それゆえ、精霊側にとっては命がけの行為でもある。
契約解除は、契約者の「自然の死期」を察知した、もしくは「解約」の意思を固めた精霊が、ゆっくりと時間をかけて神曲から離れる再調律を行うことで成立する。そのため、事故や事件などに巻き込まれて再調律の間もなく契約者を失った場合、受け付け難くなっている他の神曲楽士の力を借りながら、暴走の脅威と隣合せの再調律を目指していく羽目になる。

### 神曲関連
ダンテ＝イブハンブラ
ポリフォニカの歴史上、最初に神曲を奏で精霊と契約した人間であるとされ、神曲楽士の祖として名を残している。現代では偉人として語られ、尊敬している楽士も多い。
その正体は、意思のみの存在として人の肉体を通じて永遠に受け継がれていく統一意志。精霊と人間の世界の調停者であり、この世のパワーバランスの調律のために、その時代で優勢な側の敵となりその数を減らすことが存在理由。
始祖精霊や奏世楽器と同じく、世界の法則・摂理の具現のような存在。具体的には「精霊と人間の関係」の始まりと終わりを司る摂理の具現である。ダンテに取り付かれた人間は、元々の意志や価値観を失い、ただ機械的に摂理を実行するだけの存在に成り果てる。神曲学士の祖となったのも、その摂理の性質上、ダンテが精霊と人間の関係の始点となる必要があったからに過ぎない。穴を掘っては埋めるがごとく、無意味に人間と精霊の関係を始めては終わらせることを繰り返してきた。言い換えると、人間と精霊の歴史をやり直すための存在とも言える。これは人間と精霊の関係が間違った方向に進んだときにやり直せるということでもあるが、同時にやり直しの過程で既存の歴史の痕跡を消すために、大規模な破壊が生じ、莫大な数の命が失われることも意味する。
このように、実態は後世の歴史で語られるような偉人などではない。目的のためには手段を選ばず、あくまで結果だけしか求めないため、その過程でどんな惨事が起ころうとも何も感じないというかなり冷酷な存在。生まれ出でてからの遥かな時を、神曲の最上のあり方の研究に費やしており、その1つの到達点が巨大オルガン「単身楽団初号機」と神曲「炎帝の紋章」。精霊を強制支配する「奏始曲」も生み出している。
その強力な運命が宿主の人生を捻じ曲げてしまうために、多くの場合宿主は不幸な人生を送ることとなる。また、生まれ出でた時代の宿主が死んでも、転生の輪に入って後世に再び現れる。スノウ達の時代より200年前には、増えすぎた人間を減らす目的のために、柱名を剥奪され力を失ったエリュトロンに新たな契約をもって力を与え、多くの犠牲を生んだ大戦を引き起こした。
神曲（コマンディア）
奏世神話において、奏世神が世界を生み出す際に奏でたとされている楽曲。現在では、ダンテが生み出したとされる精霊に力を与える特殊な楽曲を指す。
精霊と会話するための「言葉」とも言われ、これといった明確な定義は無いが、魂や心の形（いわゆる精神エネルギー）を投影したものが神曲となるために、どのような場合でも直接楽士が演奏する必要がある。こうした性質があるため、録音された曲やただ上手なだけの曲では神曲とはなりえず、精神エネルギーを曲に載せる行為は極めて才能に寄る処が多いとされている。また、音が重なり合うごとに威力を増すという性質を持っており、独奏よりも合奏の方が精霊に与える力は強い。このことが単身楽団が神曲演奏に最適な楽器とされる所以。
明確な定義が存在しない神曲ではあるが、どのような手段（たとえ歌であっても）であれ基本的には楽器による伴奏が必要だとされている。例外として、フォロンやスノウドロップが無伴奏の「歌声のみ」で神曲を奏でているが、これらは本当の例外中の例外であり、一般的には「理論上は可能である」とされているに過ぎない領域。他に「歌声」で奏でた者としてゴトウ・キルアラが存在するが、彼女は「神曲歌手」を生み出すための非道な人体実験の果てに奇跡的に力を得た存在であり、その神曲も「歌声」というより「奇声」と言った方が相応しい代物であった。
一般的には精霊の糧とされているが、本来精神体の精霊は糧をそれほど必要とはせず、実際の所は麻薬のようなもの。神曲を得ることで自然状態では出せない強大な力が使え、それは精霊にとって非常な快感となる。それを得るために神曲を欲するのである。もちろん麻薬のようなものである以上副作用も存在し、神曲飢餓の状態に陥れば暴走して力を使い果たし、最後には消滅してしまう。
精霊でも神曲を奏でることは可能だが、肉体が精神の消耗を補ってくれる人間と違い、剥き出しの精神生命体である精霊にとって精神エネルギーを放出する行為はそのまま自身の身を削ることと同義なので、あまり長く奏で続けるとどんな精霊でも衰弱死してしまう。そのため、精霊が神曲を奏でるなどということはよほどの事態でも起きない限りまずありえない。
神曲楽士（ダンティスト）
神曲を演奏して精霊の力を使役する特殊技能者で、国家資格となっている。ダンティストという呼び名は神曲楽士の祖と呼ばれるダンテから来ている。その肩書きは世間では特別視されており、その事で傲慢になっている者が多く、業界の腐敗が深刻化している。また、この神曲楽士へと到る道は最近になって資格制度が高難易度なものへと変更され、それ以降は非常に狭き門となっている。この背景には、低難易度の旧制度で増え続けた大量の楽士によって引き起こされた質の低下を是正するためという理由がある。だがそれは表向きのもので、古参の神曲楽士達が己の利権を守るために、新人の参入を規制しようとしたというのが本音となる裏の理由。
基本的に、神曲楽士は神曲公社に登録して国の管理下に入ることになっているが、これを嫌い未登録のモグリ神曲楽士となる者達も存在する。彼らは国の監視の目が届かない裏社会に属している場合が多く、犯罪を起こす神曲楽士は大抵がこうした者達である。
磐石な演奏技術と、環境や精霊の様子を読み取って曲に繊細な調整をかける能力を必要とされるため、「耳の聞こえない神曲楽士」はありえないとユフィンリーが述べているが、耳の聞こえない少女「ウリル」が楽士を目指してトルバス神曲学院の基礎課程2年に在籍している。
始原神曲
世界奏造に用いられた神曲。楽譜そのものは存在しないが、始祖精霊自身の身体に記憶という形で残っている。神曲とは言うものの、始原神曲そのものは音楽と呼べる代物ではなく、端から聞く分には出鱈目な音の羅列にしか聞こえない。しかし、その羅列には世界を解体して無に戻し、新しい世界を構築するための情報が込められている。
サンテラ・ボルゾン率いる＜嘆きの異邦人＞は、始祖精霊を捕らえ解析（という名の解体）して情報を取り出し、再奏世を行おうとしていた。
奏始曲
最初の神曲楽士ダンテが作ったと言われる、既に失われた筈の神曲。裏組織の手で、ダンテの残した譜面の断片を元に再現された。「天国変」と「地獄変」の2つが確認されており、支配楽曲とも言われる。これを聞かせることで精霊を強制支配することができ、その存在を捻じ曲げ変質させることも可能な、まさに猛毒のような邪な神曲。フリーの精霊にこの神曲への対抗手段はなく、契約精霊でも気分が悪くなって動きが鈍るほどの悪影響を与える。アレンジの幅が広く、相手の神曲を打ち消すように演奏妨害したり、2つの奏始曲をセッションしてより凶悪な効果を生み出すことも可能。この神曲の前では、コーティカルテですら苦戦を免れない。
聖カエルレウムの虐殺
カエルレウムとは「青」を意味する言葉。過去の時代、天才と呼ばれた楽士シースラウ・イグサルが、始祖ダンテの支配楽曲に挑戦すべく作曲した神曲の楽譜の俗称。所詮は醜悪な模倣に過ぎなかった失敗作で、結局作曲者本人に名を与えられることの無かった名無しの神曲。元々は、とある一柱の精霊を従わせるためだけに生み出されたが、目的の精霊には全く効かず、代わりに周囲の精霊全てに干渉し殺し合わせる大事件を引き起こした。その結果こう呼ばれるようになり、事件を重く見た当時の精霊と人間により楽譜は封印された。
しかし、現代においてその楽譜が発見され、凰都ヴィレニスより流出。リーマ&グレイス・カンパニーによる回収の尽力も空しく将都トルバスのホライズンで使用されてしまい、精霊に多くの被害を齎した。
愴想楽器
全部で8つしか存在せず、それぞれに聖獣がとり憑いている特別な楽器。一般的な楽器（名器含む）に比べ遥かに希少価値が高く、楽器としての性能も圧倒的に優れている。一番の特徴は、とり憑いている聖獣に選ばれなければその楽器を操ることが出来ないという点。
単身楽団がまだ一般には存在せず、精霊島が精霊に力を与えていた「白」の時代の神曲楽士達は、こうした特別な楽器を含めた単一の楽器による神曲演奏で精霊を使役できていた。
単身楽団（ワンマン・オーケストラ）
単純に“たんしんがくだん”と呼ばれることも。神曲楽士が単独で楽団規模の演奏を行って表現の幅を広げ、神曲の威力を高める目的のために開発された装置。コア部に賢者の石を用いたセルを搭載し、楽士が使う主制御楽器、スピーカー、その他のパートを受け持つ補助演奏装置、音響などを調整する制御卓、それらを繋ぐ可動式の各アームからなる。展開時は広がったアームのために楽士は蜘蛛を背負っているような感じに見える。また、軽量化のため楽器や各種装置は最低限の持ち手部分などだけで構成され、本体部分やコンソール類などはSF物などであるような空中投影された立体映像の物が出現し、実物の楽器や機器がそのまま丸ごと入っているわけではない。
単身楽団初号機がパリア＝キーラの手で開発されたのは1000年以上昔の「白」の時代まで遡るが、その頃はまだ本物の楽器を用いておりとても携帯できるような代物ではなかった。それから200年後にミストラル＝エコンバートにより携帯型単身楽団の祖が開発されたとあるが、それがどのような物かはまだ作中でも描かれていない。どちらにしても、この装置が本格普及しだしたのは遙か後世になってから。それでも普及し始めた初期の量産型単身楽団は人の背ほどもある巨大な手押し式のトランク型で、現在の標準的な大きさ（背負えるランドセル大）になったのはさらに後となる。だが、それ以降の物は携帯性を重視されて年々小型化していっており、最新ともなるとバッグ程度の大きさの物まである。
神曲楽士の標準装備であり、神曲をより確実に効率良く奏でるための装置ではあるが、それは1つの手段であり必須というわけではない。タタラ・フォロンの例があるように、極少数の特別に高い才能を持つ者達なら単一の楽器だけで力ある神曲を奏でることもできる。
現代単身楽団の大手メーカーとしては、ヤマガやリーランド、クラト工業などが挙げられる。非常に高額な代物（高級自動車一台分が相場と言われる）であるため、所有するにはかなりの財力が必要となる。そのため稼ぎの少ない神曲楽士は、所属事務所の所有品を借りたり型落ちの中古品を分割購入したりしている。単身楽団そのものを収集するという趣味を持つ金持ち（神曲楽士以外もいる）もおり、クラシックなレア物や最新鋭の高性能機種といった物に多額の金を注ぎ込んでいる。
自走式可変単身楽団（ホイールド・トランスフォーマティブ・ワンマン・オーケストラ）
ツゲ事務所の協力の元に、ヤマガ発動機が開発した試作型単身楽団。モニターテストとして所員に支給されている。現在支給されているのはフォロンとレンバルトの2人で、フォロンが大型自動二輪タイプの「ハーメルン」を、レンバルトが四輪バギータイプの「シンクラヴィス」を任されている。
年々小型化が進む単身楽団だが、楽士の機動力が上がる代わりに演奏装置としての性能が低下するという懸念が生じていた。そこで「装置を小型化せずに楽士の機動力を確保できないか?」という発想から生まれたのが、この特殊形の単身楽団。自動二輪・四輪に組み込むことで、時代に逆行する大型のものとなった代わりに高い性能を獲得することができた。
普段は通常の車両にしか見えないが、単身楽団使用時には車体が変形して演奏装置やスピーカーが姿を現す。走行中の変形も可能だが、その際に車体バランスを崩し転倒や事故を引き起こす危険性があり、運転と演奏の二つの動作を同時にこなすのも非常に困難などの理由から、開発元のヤマガからは停車して使用するよう定められている。だがフォロンは、その類稀な集中力をもってして走行中に敵の攻撃をかわしつつ変形させ、演奏しながら運転してみせたことがある。
全自動単身楽団
一期アニメ版に登場。ヤマガ音楽研究所でテラト・テルミンが開発していた、楽士を必要とせずに神曲を奏でられるという装置。開発中のコードネームは<カウンターフィット・レインボー>（偽物の虹）。
独自の着想を得たテルミンがほとんど独力で開発を行っており、彼が交通事故で急逝したために開発は中止された。神曲というものの性質上、人間が演奏しない曲は神曲たり得ないと、コーティカルテもこの装置のコンセプトが実現する可能性には否定的であった。
形見分けとして試作品を受け取ったテルミンの助手、クリスタ・フォノ・ヨルカンディアが、装置の演奏にあわせて自分の身を削りながら神曲を歌い、噂になっていた。
その後、反精霊団体とキダリオの工作員によって引き起こされた事件に際して、その解決の中心となった。
奏世楽器
奏世神が、ポリフォニカ大陸を作り出す際に「始原神曲」を奏でるのに用いた伝説の楽器。「奏世神器」とも呼ばれ、無限鍵盤（Ινφινιτε Πιανο：インフィニット・ピアノ）、至極吹管（Νοβλε Ωινδ：ノーブル・ウインド）、永劫並弦（Ετερναλ Στρινγσ：エターナル・ストリングス ）、虚空連鼓（Ϛοιδ Δρυμ：ヴォイド・ドラム ）の4つが存在する。この世の理が具現化した存在であるため、あらゆる物理攻撃（核攻撃含む）をもってしても傷一つ付けられず、現在の文明レベルでは破壊不可能。
過去に、幾度か不適切な扱いによる大規模な神曲災害を引き起こしており、その影響により時間や歴史が改編されたこともある。その危険性から決して表に出ないようそれぞれが四楽聖によって厳重に管理されていた。一度はレイトスによって破壊が試みられたこともあったが失敗に終わり、それ以降は四楽聖内でも破壊派と保存派に意見が分かれていた。しかし、<嘆きの異邦人>によってすべて奪い去られ、世界を「再奏世」するために起動してしまう。フォロン達によって「再奏世」が阻止された後は、白の始祖精霊（スノウドロップ）と聖獣ブランカ、レイトスと関係の深い帝国海軍らの手によって四基全て再生されたトルバス神曲学院の地下へと移送された。
その後は保存派だった者も意見を変え破壊派に賛同するようになったが、破壊不可能であるため人間にも精霊にも手出しできない場所へ秘匿することが決定された。その作業実行の要請を四楽聖より受けたフォロン達によって、大洋の中ほどにある無人島群の火口より溶岩の中へと投棄され、現在の文明レベルでは手出し不可能となった。

### 特殊
精霊文字
人間が精霊の行動に封禁の効果を及ぼせる手段として使われている文字。この文字で書かれた内容に精霊は逆らうことが出来ない。その性質から、主に精霊の拘束や建物への進入禁止目的で使用されることが多く、使い方次第では精霊を傷つける武器としても利用できる。文意よりもその形状の方が重要であり、文字の一部が欠けたり歪んだりした場合には一切の効果を失う。また、暴走して忘我状態にある精霊は文字を認識できないため効果を及ぼせない。
旧い精霊達が生み出したものとされているこの文字には謎が多く、あまりに論理構造が異なるために普通の人間には理解することも意味ある文章を組み上げることも出来ない。唯一、超越者と呼ばれる特殊な人間だけが読むことと扱うことが出来るが、あまりに脳に与える負荷が大きいために複雑で高度な内容は扱えないとされており、無理をして高度な文章を組み上げようとした場合には死に至ることもある。
精霊文字と呼ばれるこの文様は、実は異界のものであること。精霊に対する拘束力は、異界では精霊は力を持てないために本能的に文字を拒絶するからだということ。これらがホワイト・シリーズで明かされた。
超越者
人間でありながら、精霊文字を直感的に理解し扱うことができる特殊な存在。神曲楽士以上に希有な才能で、その数は少ない。また、その才能の特殊さ故に、まともに社会生活を送ることが出来ないほどに精神的・肉体的な問題を抱える者が多い。精霊文字を扱えるということは精霊に対し非常に大きな影響力を持つということでもあり、悪意ある者に利用されることを防ぐために基本的に政府の施設で保護されている。
コア
「ケセラテ自然公園」の地下遺跡より発掘された、脳髄のような形をした結晶体。発掘したオミテック工業や担当研究者達は「コア」と呼び、その正体を知るディエス達は「聖骸」と呼ぶ。調査により判明したことは、賢者の石と同じ組成を持つ物質で高度な思考機械の一部であるということと、精霊の秘密を解く大きな鍵であるということ。
この結晶体は「レブロス」の遺骸で、かつては意思や魂といったものを持っていた。
賢者の石
特定地層を発掘することで稀に発見される、極めて希少な鉱石。適切な電圧や周波数で電流を流すことで、集積回路のような超高精度の電気回路的な反応を示す。集積回路が発明されていないポリフォニカ大陸では、この鉱石がその代わりを務めている。単身楽団や軍事・医療用を始めとしたその他様々な分野での超高速演算が必要な一部機器には、この石から作り出された演算ユニット「セル」が搭載されている。極めて高価で一般には普及していない代物であるため、ポリフォニカ大陸には携帯電話やパソコンといった物は存在しない。また、この石は生きていると言われ、人には分らない程度の微弱な振動を発し石自体も内部から発光している。
「白」の時代では七楽門がこれを鍔にはめ込んだ刀を有しており、その刀が七楽門が七楽門であるための証とされていた（真に重要とされていたのは、刀自体より「賢者の石」の方）。幾つかの家では刀が失われており、それらの家は格下として扱われている。
この石の正体はレブロスの一部。そのため強大な力を秘めており、大きな賢者の石を用いれば「異界の門」を人間の身で開くことすら可能となる。これを聖獣リオネイル・フラメル・エリュトロンを介して入手した炎帝アリアドナは聖クラスト王国を大いに繁栄させたが、力を使い過ぎて大量に呼び込まれた異界の物が世界のバランスを大きく崩し始めてしまったため、事態を重く見たレブロスと当時のダンテが影響を受けた者（人も精霊も）をこの世界から消し去ろうと画策。人も精霊もその半数以上が抹殺される事態になるこの計画を防ぐため、始祖精霊が動いて賢者の石を奪い、これを砕いて欠片をそれぞれ七つの神曲楽士の家に預け管理させた。これが七楽門の始まりで、なぜ賢者の石が七楽門として重要だとされたかの理由でもある。
精霊奇兵
嘆きの異邦人が開発した人と精霊を融合させて1つの存在にするという忌まわしい技術。そうして生まれた存在は半人半精霊とも呼ばれる。肉体的損傷に弱いが精神的には安定している人間と、肉体的な損傷には強いが精神的な攻撃に弱い精霊。両者を融合することで、理論上は互いの弱点を打ち消すことができ強靭な存在となる。だが多くの場合融合に耐えられず、人格が破壊され唯の操り人形と化す。人格が破壊されなかった場合でも大抵は何かしら重大な問題点を抱えるようで、基本的には使い捨ての駒として運用されていた。
その問題点を解消するための研究は担当の異邦人幹部により進められており、安定した存在にするための条件もある程度は絞り込まれていたが、陸軍第八連隊＜怒蜂（ヒューリアス・ヴェスピッド）＞とユギリ・パルテシオ&ドーリスラエの手により研究所は破壊され、一度はその研究も闇に葬られた。元々両者の融合は忌避されるべきものと言われていたのに加え、クチバ・カオルを失った後の<嘆きの異邦人>主力として多数の人間（主に孤児）と精霊が犠牲になったことで、両者から禁忌の技術として語ることさえ憚られるようになった。
特装奇兵（アマルガム）
陸軍第六教導団に所属する対精霊戦用特殊部隊。全員が女性で、簡易装甲を縫いこまれた揃いの黒い人工皮革製ボディスーツとマントを纏い、山羊の頭蓋骨を思わせる黒い専用ヘルメットと白いマフラーを着用している。まだ一個小隊約四十名程度の人員しか居ない実験部隊だが、その装備は対精霊戦闘に特化されており、「対精霊剣」を主兵装とする。一糸乱れぬ高度な連携によるチーム戦術により、多対一の状況下なら上級精霊相手でも圧倒できるほどの高い戦闘能力を誇る。
軍事機密として徹底的にその情報が伏せられているこの部隊の正体は、帝国陸軍が第一次<嘆きの異邦人>動乱終結時に押収した異邦人の精霊奇兵開発資料を元に、一部のタカ派軍閥がさらに人体実験を積み重ねて生み出した精霊奇兵の完成体。精霊としての能力も人格もかつての精霊奇兵とは比べ物にならないほど安定している。均質な兵士として量産するための方法も同時に確立されており、精霊との融合に適した素質を持つ人間の個体を「量産」して生み出されていた。また精霊の方も自我境界の緩んだ状態でなら融合が成功しやすいことが判明していたため、融合素体に選ばれた精霊は最も簡単に自我境界を緩ませる方法である暴走状態に陥らせるため、故意に暴走させられていた模様。
このことは人間側・精霊側双方にとって完全に違法なだけでなく、人権や倫理感をも冒涜した行為なので、表沙汰になると陸軍にとって致命的なスキャンダルにもなりかねない。そのため、最終的には「アフタースクール」での事態の収拾を図る陸軍と、特装奇兵の件を盾にしたレイトスとの政治取引により、関係者であるタカ派の将軍達を更迭することで秘密裏に決着とした。その後、正規のどの部隊からも引き取りを拒否された彼女らの身柄は、ツエシロ・サーフェルス大尉の口添えにより特殊戦用人員として陸軍情報局預かりとなった。
特装奇兵用の対精霊剣
展開時には全長二メートルにも及ぶ、巨大な折り畳み型の両手剣（形状イメージとしてはフォールディングナイフ）。鞘でもある巨大な柄に取り付けられた取っ手を握って振るう。精霊に自壊を促す文意の精霊文字を刻まれた剣身と、精霊雷を纏わせて攻撃するための通常の剣身の二枚刃構造になっており、状況に合わせて必要な方を展開して用いる仕様。そのため唯の人間ではとても扱えない重量になっている。また精霊に奪われた際の安全装置として、精霊は触れないという文意の精霊文字による認証システムが組み込まれており、まさに半人半精霊専用の装備となっている。

### 楽士関連
七楽門
メニス帝国に古くからある神曲楽士の名門家系。序列順にサンテラ家、シダラ家、水のカムイラ家、火のタタラ家、シンラ家、クダラ家、キーラ家の7つ。七楽門は、その始祖が用いたと言われる「賢者の石」を鍔にはめた刀を一家に一振りずつ受け継いでいた。また、七楽門にも上下関係があり、刀を失ってしまったクダラ家、タタラ家、シンラ家、また刀はあっても別の理由からキーラ家は低い地位にいる。旧い家系であるために、神曲に関係の有る無しを含めてこの名を持つ分家・傍系が大陸中にいるため、七楽門の姓自体は別に珍しいものではなくなっている。
五聖家
コランダム王国にある神曲楽士の名門家系。「鮮血の旋律士」グラナード家、「黄昏の旋律士」ベルンシュタイン家、エコンバート家、クラウザー家、スタングラーク家の5つ。
四楽聖
神曲楽士達の頂点に立つ伝説的な存在であり称号。四楽聖という言葉が人々に初めて認知されるようになったのは五百年以上前から。歴代を見渡すと七楽門の出身者が多く選ばれており、奏世楽器を管理し守護する役目を負っている。今代はシダラ・レイトスをリーダーとし、クダラ・エリミア、カムイラ・ダリソン、トワミ・ファーレンが名を連ねており、まだ彼らは世代交代を行っていないため、全員が老人と言われるほど高齢である。四楽聖の最も新しい出動記録は、第一次<嘆きの異邦人>動乱だが、歴史に残っていないものとしては第二次<嘆きの異邦人>動乱での奏世楽器を巡る攻防もある。
嘆きの異邦人
クチバ・カオルを初代盟主とする強力な神曲楽士達の集団で、無差別テロによる一般人への大きな被害や、精霊奇兵と呼ばれる技術を生み出した非人道的組織。その正体が社会に与える影響が大き過ぎるため、世間一般には武装テロリストと公表され事実は秘されている。初代幹部は、盟主であるクチバ・カオル以下、クダラ・ベルゼレープ、ウノ・バーリンデン、コトウラ・フェミアル、サンテラ・ボルゾンの五名。
第一次<嘆きの異邦人>動乱では政府軍と多くの神曲楽士を投入するも鎮圧できず、四楽聖を投入することでようやく鎮圧に到る。コーティカルテはその戦場で悪夢と呼ばれ恐れられた存在で、その過去の過ちをフォロンには隠そうとしていた。動乱鎮圧後は、指導者を幹部唯一の生き残りのサンテラ・ボルゾンに代えて地下に潜伏し、奏世楽器や去って行ったコーティカルテを狙い暗躍していた。第二次<嘆きの異邦人>動乱を起こして一度は世界の再奏世に手をかけるが、それはフォロン達によって阻止され、奏世楽器を使ったことの歪みによる事実と記憶の改竄に加えて政府の情報秘匿により、第二次<嘆きの異邦人>動乱自体が多くの人々の記憶から無かったことになっている。彼らが引き起こした大規模破壊も、再奏世阻止からの世界再生の影響で次元レベルでの様々な辻褄合わせが行われ、破壊された事実が無くなった、別の事件に書き換えられた、死んだ事実が無くなった、別の理由で死んだことになった、または初めから存在していないことになったなどの事実改変が起こった。

### その他
「スチーム・ゴードン・ピム」
粗悪な紙に印刷された、銅貨1枚で買える「読み捨て本（ダイム・ノベル）」の中で、「最も科学的」という評判を得た作品。読んだことのあるジョン・バージル・ブックスとジョージ・ベイリーの話によると、精霊に機械を埋め込むといった内容が登場するらしい。
ヘルバウンド・ハーツ
破壊や殺戮をモチーフにした冒涜的な曲ばかりをリリースするロックバンド。元々はアニメ第一期で登場した。ボーカル＆ギターのヨキオ・レニーヴォは神曲楽士だった。一時は大変な人気を博し、現在でも根強いファンがいるが、ヨキオが人気の高さに天狗になったことで音楽が歪み、徐々に人気が落ちた。現在ヨキオ・レニーヴォは服役中。
月刊「オセロット」
月刊の漫画雑誌。一番人気のある漫画はカヅキ・レスポールの「魔王を殴れ！」。フォロンやユギリ姉妹も読んでおり、最近はコーティカルテが熱心に読んでいる（元ネタはキネティック・ノベルの本家、ocelotと、クリムゾン・シリーズのイラストを担当する神奈月昇、およびその代表作である『魔王と踊れ！』）。
歌姫創造計画
クラト・ロヴィアッドが主導した、歌で神曲を奏でることの出来る「神曲歌手」を生み出すための非道な計画。サマリーノの研究施設で、赤子6人を人体改造し様々な実験が行われた。一号〜五号は死亡し、偶然から力を得た六号だけが生き残る。だが、覚醒時に引き起こした暴走により施設は破壊され、その際に六号も脱走し計画自体は失敗に終わる。
精霊至上主義現実派（&過激派）
精霊を生物の頂点に置き、人間を使役動物にしてしまおうという思想。「現実派」なので、地道にこつこつ活動している。活動内容は、主に新聞への投稿、署名活動、アジテーションなど。同じような思想で、イタズラレベルの嫌がらせを行う「過激派」もある。精霊達からはどちらもユーモアの一環としてしか認識されていないが、近親憎悪のためか両者の仲は険悪だった。だが過激派は事実上の解散をしたため、今は現実派だけが残っている。
精霊至上主義廃墟派
またの名を「廃墟理論」といい、自分達と比べて寿命が短すぎる神曲楽士と死に別れることを重ね、「契約は別れの繰り返し」という諦観を抱き人間から離れてしまった精霊達の掲げる思想。上記の精霊至上主義派閥の一種。見守るだけの存在になった人間達に対し「人の世は美しいものであり、そして美しく滅びるべき」という願望を抱き、普段は離れたところから人間達を見守る一方、時には性質の善悪に関係なく人間が「美しく滅びる」ために手を貸すという危険な側面を持つ。ちなみに「廃墟派」と名づけたのは、現実派リーダーのハイディ・ウル・コーディレフス。
人類至上主義
反精霊主義とも。上記の精霊至上主義とは反対に、「洒落にならない」とされて帝国内でもマークされている危険思想。その名の通りに、人類を精霊よりも格上の存在と考えて精霊を見下している傾向の思想であり、いくつかの反精霊団体は、公然・非公然を問わず活動（テロ行為など）している。この思想の一種としてホゾナ・モーズヤの提唱したホゾナ理論がある。
ホゾナ理論
元ヴィレニス総合大学教授、ホゾナ・モーズヤの提唱した人類至上主義理論。「人間が精霊に甘えすぎた為に文明の発展が遅れた」と語り学会をパニックに陥れるが、思想そのものは精霊という存在を人間の善き隣人と肯定した上で、「人間は精霊に甘えず、また精霊は人間に惑わされない形が人と精霊の究極の関係性」と主張する穏健なものであり、当時は一定の支持者を得ていた。しかし、後述のブラウクローネ号事件によって、モーズヤは大学を辞職し、ホゾナ理論も完全に抹消された。
ブラウクローネ号事件
ホゾナ理論が抹消されるキッカケとなった事件。12年前に理論の信奉者達が、精霊のいない島へ移住してコミュニティーを一から形成しようと、自分達の船を仕立て出航しようとしていたが、運悪く海は大時化になって船は沈没。乗員は全員死亡した。彼らが自力で危機を乗り切ろうと、救援にやって来た精霊の助けを拒んだがために100名以上の犠牲者を出したことで、ホゾナ理論は危険思想として学会から抹消された。この事件は当時救援にやって来ていた精霊ハインツを始めとして、多くの者達に精霊と人間とは何かという問いかけを与えた。事件の名称は彼らの作った船「青い王冠（ブラウクローネ）号」というシップネームに由来する。
クガノ・ハブロス著「人類進化についての警句」
学会から抹消されたホゾナ理論だが、その後も信奉者達によって、「精霊は人類の敵である」などの曲解された様々な過激解釈を加えられ、本来の物からはかけ離れた形での反精霊主義思想として生き残っていた。その代表的なものがこの書物。しかし、単にクガノ・ハブロス一個人の思想として自費出版したに過ぎなかったこの書物は、本人の意思とはかけ離れた場所で反精霊テロリスト達に賛美され、一文字も書き加えられていないにもかかわらず内容をより曲解され、捻じ曲がった危険思想にとって都合の良い大義名分として祀り上げられてしまった。
ヤワラベ＝シンカゲ流
ヤワラベ・ティアンの使う神曲演奏と融合した特異な武術。傍流にゴダン＝シンカゲ流が存在する。
奉納用武術の流れも汲んでいるものの正確にはより戦闘を有利に進めるための合戦術であり、精霊の助力を得るための神曲演奏を流派の中に組み込んでいる。しかし神曲演奏は神楽鈴を使用した神楽舞の動きを基本としているため一般的な単身楽団での演奏には向いていない。ティアンは流派の動きを完全に生かすために、神楽舞の動きに応じて音階を奏でる特殊な単身楽団を使用している。
主だった技にはボウライを足元にスケート状に固めて呼び出し自らを運ばせるボウライ走り、ボウライを鎖状に繋げて相手に巻き付けるボウライ鎖、下段からの一撃必殺の切り上げ荒城の月などがある。精霊が暴走した時や精霊と敵対した時を想定した対精霊格闘術も存在し、こちらはティアンの妹レナが得意としている。
元々は三田誠がリプレイ中でキャラ立てのために作った即興の物だったが、GMがそれを拾ってシナリオに組み込んだことで細かい設定が決まり、さらにはエイフォニック・ソングバードにおいてヒロインの抱える問題を解決するための鍵となっている。

## 地名・施設
ポリフォニカ世界
奏世神が奏世楽器を用いて始祖精霊と共に奏造したとされている、神曲奏界ポリフォニカにおける世界設定の礎。ポリフォニカ大陸はこの世界における大陸の一つで、今のところ全ての作品はこの大陸を舞台としている。世界地図に描かれている他の大陸は未だ作品内には登場していないが、諸々の描写から名前だけ出ている他国の中には、ポリフォニカ大陸以外の大陸に版図を持つ国家もあると考えられる。
異界
ポリフォニカ世界を「こちら側」とするなら、異界とは「あちら側（地球）」のことを指す。異界はポリフォニカ世界と違い精霊が存在出来ない世界であるため、強大な力を持つ始祖精霊や聖獣であっても長時間の滞在はできない。そのため、異界に住まう住人を召喚したり、「異界の門」を渡って「あちら側」との行き来が許されているのも始祖精霊と聖獣だけ。異界からの物品や知識はポリフォニカ世界と異なる法則を帯びているため（精霊が存在出来ない世界ということ）、この世界のバランスを崩す禁忌として扱われていた。特例で巨大な賢者の石を用いて門を自在に開けられた人間として炎帝アリアドナがいたが、彼女が齎した物で世界のバランスが崩壊しかけたため、始祖精霊によって葬り去られた。

### メニス帝国
メニス帝国
ポリフォニカ大陸の諸国家の中でも、大国に分類される親精霊派国家。「ワ語」という言語を公用語としており、世界的な共用語でもあるらしい。異界よりもたらされた、和風を基にした文化を持っている。政治は王政の時代を終え議会制が主流となっており、貴族や皇室側の貴族院と元老院、主流派の庶民院は対立気味。現在、皇帝や皇室は実権を持たない象徴的存在となっているが、その一方で皇帝はまだ全軍の総指揮官としての地位にもある。帝国の陸・海・空の各軍もこれら各院の影響下にあり、「貴族院」や「元老院」そして「四楽聖」の影響力の強い海軍、「庶民院」の影響力が強く海軍と事ある毎に対立しがちな陸軍、その陸軍より分かれたため陸軍寄りの立場をとる空軍と、決して一枚岩ではない。
「白」の時代では「神聖メニス帝国」と呼ばれており、版図も現在のものとは若干異なる。だが、「白」の時代から続く「七楽門」と呼ばれる神曲楽士の名門は変わらず存在する。現在の版図は精霊島墜落後のもので、この事件により国家体制が維持できなくなったコランダム王国を当時のメニス皇帝カエン五世が統治することとなり、やがて一つの国家となっていった。
帝都メイナード
メニス帝国の首都。人口8000万人。現在のメニス帝国の国家体制の基礎を固めた皇帝、「ホムラ四世」が作り出した要塞都市。元々戦乱の多かった時代に遷都が計画されていたため、立地からして天然の要害であり、皇帝の居城にも精霊文字の守りが施されている。遷都と時を同じくして戦乱が終息に向かったため、実際に戦火に巻き込まれることは無かった。面積はトルバスの3倍。中央神曲公社が存在する。
道路は地上だけでなく空中でも幾重にも交差し、最低でも30階建てを超える超高層ビル群が立ち並ぶ未来都市。帝都を上空から見るとほぼ円形で、そこを中心にして周囲の各将都とを連結する道路が放射状に走り、さながら巨大な観覧車のような見た目になっている（円の半径は約600km）。
将都シノノメ
「第四帝国博物館」が在ることで有名だったが、第二次<嘆きの異邦人>事件で大きな被害を受ける。
第四帝国博物館
別名「精霊史博物館」。メニス帝国を訪れる外国人が「先ず訪れたい場所」として挙げる観光名所。政府直営の博物館で、メニス帝国史上重要とされた文化遺産を、およそ二万八千点収蔵している。特に、人間と精霊の歴史に関する物品は他に類を見ない充実振りで、第一から第三までの博物館と区別する意味もあり、別名の方で呼ばれることが多い。
その地下には、奏世楽器の1つ虚空連鼓が眠っていた。第二次<嘆きの異邦人>事件で大きな被害を受け、その後に崩壊した建物から掘り起こされた収蔵品はトルバス都立神曲博物館へと移管された。
将都ツムカリ
テロ鎮圧のため、陸軍第八師団が派遣された。
将都セレンダ
マチヤ・マティアの生まれ故郷。事故で母親と死別する11歳までここで暮らしていた。精暦1001年7月4日の夜に大規模な玉突き事故が発生しており、この事故でマティアは母親を失っている。
凰都ヴィレニス
「ぶるう・シリーズ」の物語の舞台となる地。
メニス帝国初代皇帝の生まれ故郷で、「将都」ではなく「凰都」と呼ばれるのはそのため。他の将都に比べると少し落ち目になってきている都市だが、歴史が古いため住人のプライドが高く、帝国内閣に批判的な人物がしばしば凰都長に就任する。反政府組織が結成されるのが一番多い都市でもある。「白」の神聖メニス帝国時代の首都。神聖メニス帝国時代は、異邦人によって齎された異界の文化（特に日本）が多く流入しており、メニス風と呼ばれた和服や木造の家からなる街並みだった。郊外にあるシラホネ山には、人間の真似をして暮らす精霊だけが住む「時の谷」と呼ばれる村がある。この村のことは人間にはほとんど全くと言っていいぐらい知られていないが、「赤」の時代でも変わらずそこに存在している。
シラホネ温泉郷
起源は神聖メニス帝国時代にまで遡る、ヴィレニス郊外のシラホネ山にある温泉街。異界風の文化を味わえることを売りにしており、あらゆるものがニホン風（当時でいうメニス風）となっている。観光客は異界情緒を楽しむために訪れる。ここの源泉は元々はタタラ家の別荘があった場所にある。温泉が湧き出した経緯は、「白」当時その地域を襲った地震で泉脈が地表近くまで上がっていたことと、別荘に来ていたスノウ達そっちのけにジョッシュを巡って起こった、サラサとリシュリーの諍いによる落雷で地面が穿たれたため。
将都トルバス
人口200万人。領主はオノカラ公。帝都メイナードを取り囲む将都と呼ばれる衛星都市の1つ。この地はかつて存在したコランダム王国の領土でもあり、別荘地として栄えた南部の海辺に当たる（この世界に飛ばされたスノウドロップがプリムローズに拾われた地）。「ホワイト・シリーズ」と「ぶるう・シリーズ」を除く他全てのシリーズ作品の物語の舞台となっている都市。その中央には「ケセラテ自然公園」があり、この公園を守るかのように環状に街が発展している。地理的には、南半球にある都市ということが判明している。
各将都の中でも特に代表的な都市であり、「神曲の都」と呼ばれ他の都市に比べて精霊や楽士の数がかなり多い。経済と交通の要所でもあり、帝都に次いで栄え、治安も世界最高レベルを誇るこの都市への移住を望む者は多い。第三神曲公社と第六神曲公社が社屋を構え、第三神曲公社付属のトルバス神曲学院が在ることでも有名。
ケセラテ自然公園
将都トルバスの中央に存在する広大な公園で、精霊島の墜落地点でもある。この公園は帝国によりありとあらゆる保護措置が取られており、聖域と呼ばれ地下に遺跡があるなどの噂話が絶えなかった。しかし近年になって若干の方針変更があったのか、オミテック工業に公園の「地下遺跡」発掘の許可が下りる。
その遺跡を調べて判明した事実は、現代に生きる者達の認識を根底から覆すような代物であった。
イメージモデルはセントラル・パークである。
市立みどりの丘公園
ケセラテ自然公園ほどではないが、都市内にあってそれなりの大きさを持った自然公園。その奥に置かれた巨石のあたりは日当たりが良く、絶好の日向ぼっこスポット。最近トルバスにやってきた精霊「コジ・クロエ・フィガロ」のお気に入りの場所となっている。
神曲公社（コマンディア・パブリック・コープ）
神曲楽士に仕事を斡旋する公立の会社組織。6層の円柱を重ねたような、その特徴的な社屋の外観から「ウエディング・ケーキ」という隠語で呼ばれることもある。
メニス帝国には全部で6つの神曲公社が存在し、独占状態を防ぐために独立採算制度で互いを競い合わせている。
幾つかの公社は神曲楽士養成機関を経営しており、トルバス神曲学院もそのうちの1つ。
トルバス神曲学院（トルバス・コマンディア・アカデミィ）
メニス帝国の衛星都市の1つ、将都トルバスの中央街区に建つ第三神曲公社直営の神曲楽士養成機関。学院はオノカラ公の離宮を改装した歴史ある建造物で、現在の学院長はシダラ・レイトス。フォロン達の母校であり、学生編およびエイフォニック・ソングバードでの舞台。ちなみに、この学院の女生徒の制服は可愛いと人気がある。フォロンたちが学生だったキネティックノベル（クリムゾンS）の頃と、数年後になるエイフォニック・ソングバード・シリーズの頃では、制服のスカートの柄が変更されている。
基礎課程2年・専門課程2年の4年制で、下は13歳から上は30歳まで入学可能。公社直営の養成機関は他にも幾つかあるが、その中で最も歴史が古くかつ最も多くの神曲楽士を輩出している名門校である。公社からの出資で多くの部分を賄えるため、その学費は神曲楽士の学校としてはかなり割安となっている。講師は基本的に現役の神曲楽士であるため、生徒数に対して講師の数が圧倒的に少ない。それを補うため、定期的にプロの神曲楽士を招いて非常勤講師として授業をしてもらい、また専門課程一年の生徒が基礎課程一年の生徒の面倒を見るという制度を採用している。神曲楽士志望者や講師としての神曲楽士が多く集る場所であるため精霊が集りやすく、無秩序に精霊が氾濫するのを防ぐために、用務員のような立場として数柱の精霊と労務契約を結び、常駐させている。
多くの神曲楽士養成機関では部活動の類は存在しないのが常であるが、この学院では「視野や発想力の幅を広げるために」と、それなりに部活動も奨励している。また、楽器演奏に必要な体力や肺活量を身に着けるために運動部に所属する生徒も存在する。授業でも演奏の体力を身に着けさせるために運動のカリキュラムを取り込んでおり、また精霊という大きな力を扱うことから神曲楽士は比較的荒事に巻き込まれ易いため、一通りの戦闘技術なども教えている。
その地下には、奏世楽器の1つ無限鍵盤が眠っていた。そのため後期＜嘆きの異邦人＞に襲われ建物がほとんど倒壊するという大きな被害を受けたが、奏世楽器演奏による世界改変の影響で襲撃が無かったことになって破壊されたという事実も無くなり、フォロン達が戻ってきた時にはその存在は何事も無かったかのように再生されていた。
事件解決後、白の始祖精霊とそれに協力する海軍の手で、一度は奪われた四基全ての奏世楽器が新たに作られた地下室に運び込まれて一括管理されていた。この事が陸軍内のタカ派連中に嗅ぎ付けられ、皇室や海軍に謀られていたと思い込んだ彼らの暴走により、今度は陸軍部隊に踏み込まれる原因となってしまった。
トルバス都立神曲博物館
第四帝国博物館崩壊後に収蔵品が移管された博物館。展示品は1万2千点、地下収蔵庫には25万点を超える品が収められており、現在では神曲関連の収蔵品に関しては帝国最大の規模を誇る。
コレアル神曲学院
将都トルバスに多数存在する神曲楽士養成機関の1つ。学費はトルバス神曲学院より高いにもかかわらず、神曲楽士の輩出率はトルバス神曲学院に及ばない。しかし、進級できなければ即退学というトルバス神曲学院の厳しい教育姿勢に対し、留年制度を含む柔軟なカリキュラムがあることを売りとしている。

### 諸外国
キダリオ共和国
反精霊派国家。ハピリカとは冷戦状態。政治体制は独裁制で、独特の宗教統一が成されている。階級差別が蔓延っており、その最下層に精霊を置いて家畜扱いすることで民衆の不平不満を抑えている。親精霊派国家に対しても精霊に与する者として家畜扱いして人権を認めていないため、それらを害することになんの躊躇いも感じていない。元軍人などで構成された半官営の人身売買組織が存在し、メニス帝国などに活動拠点を設けて子供や精霊の拉致・誘拐を行い、臓器用・愛玩用・奴隷用といった用途別にそれらの売買をしていた。他に非人道兵器の精霊爆弾を開発した国でもあり、反精霊団体などに武器支援をして他国の情勢不安を煽るといった活動も行っているテロ国家。
ハピリカ共和国
情勢不安で航空管制が敷かれており、キダリオとは冷戦状態。メニス帝国とは一応の国交が保たれており、条約も結ばれているが、国内には反対派も多く外交使節に成りすました爆破テロが行なわれたこともある（ただし未然に防がれた）。メニス帝国とは違う言語を公用語としている。
スヴェ帝国
名前だけしか出てきていない国家。
ブライテン共和国
名前だけしか出てきていない国家。精霊に極端な活動制限を設ける法律を施行する反精霊派国家。
ホルカンド共和国
名前だけしか出てきていない国家。現在、食料不足が原因の内紛状態で、政情が不安定。アニメ1期でペルセルテがホルカンド風の料理を作ったことがある（ペルセルテ曰く栄養たっぷりらしいが詳細は不明）。また、トルバス内でもホルカンド料理を出す店舗は比較的多いらしい。
ストラウル
ポリフォニカの主体となるメニス帝国から、遥か西にあると思われる地域。
帝国から逃れた「最初の開拓者」たちが、謎多き先住民たちから譲り受けたと言われており、その詳細はいまだ明らかでない。
ハウリィ
ストラウル地域の「最後の文明圏」とも言われる町。「ハウリィの西に神はなく、ただ精霊と治安官が平和を司る」と言われる境目の駅。
アルムラット山脈
ハウリィから3日ほど離れた山脈。麓にはトラグルなどの町や村がある。《ワイルドウェスト・いえろー》の舞台。

### 遺跡時代
コランダム王国
かつて、精霊島がまだ健在だった時代の王国。神聖メニス帝国の西に位置し、その上空には精霊島が存在していた。プリムローズやデイジーの生まれた国で、「五聖家」と呼ばれる神曲楽士の名門が存在する。王都はアレクシャンデールと呼ばれ、グラナード家、ベルンシュタイン家などはその中でも上流階級の家が集まるメノー街に屋敷を構えている。プリムローズたちが生まれる二百年ほど前には、神聖メニス帝国と戦争を行なっていた。この戦争に際して聖クラスト王国と裏で密約を交わしていたが、それが発覚して窮地に陥った聖クラスト王国からの援軍要請に対しては結局一度も兵を送らず見捨てている。
上層部は既にダンテが関わる組織「グローリアーナの樹」に取り込まれており、精霊島を落す計画にも深く関わっている。結果的に島は自国へと墜落してしまい、その大被害に現国王の突然の退位と民の暴動が重なり国として崩壊。メニス帝国現皇帝の妻が（継承権を持たないものの）コランダム王族であることを理由に、神聖メニス帝国に吸収された。
聖クラスト王国
スノウ達の時代より200年前に存在した王国。国土も国力も小さい弱小国家で、キーラ姉弟の故国だった。神聖メニス帝国の従属国だったが、裏で敵国であるコランダム王国と密約を交わしていたことから裏切り者として神聖メニス帝国より宣戦布告される。この聖クラスト王国の無謀な行動の裏には、ダンテの覚醒を促すための戦争を起こす火種としてエリュトロンに惑わされ利用されたという真実が隠されていた。
戦争が始まってしばらくした頃には、戦火とエリュトロンの炎の結界により国土の大半が焦土と化していたが、結界の力によりその王都だけは守られていた。追い詰められたその最中でも、愚かにも戦争責任を軍と政府で押し付けあっていたが、著名人でありながらどの勢力にも属さないマーヴェラスに戦争責任を押し付け、スケープゴートとして処刑することで事態の収拾を図る。しかしその愚行もエリュトロンの誘導によるものであり、マーヴェラスを失ったリシュリーは狙い通りに怒りと絶望で暴走、僅か数時間ほどで国を地上から消滅させた。この千万人規模の死者を出した大惨事の後に残されたのは、200年経っても草木一本生えない「死の砂漠（ゲティマナ）」と呼ばれる暗黒砂漠地帯だった。
精霊島
かつて、ポリフォニカ大陸の上空に浮かんでいた島。「ホワイト・シリーズ」の物語の舞台となる地。島の中ほどには中央精霊師学院があり、スノウ達の時代より200年前に起こった出来事の爪跡を残す遺跡なども存在している。何年か周期で大陸の上空を円を描くように周回しており、スノウたちが精霊島に居た頃にはコランダム王国の真上にあった。
「ホワイト・シリーズ」の時代では精霊島は世界の根幹であるといわれており、「大聖霊樹グローリアーナ」を中心に精霊が生まれる森が広がっている。また島を地上から見上げると、底面部に人が大いなる罪を犯した際にそこから神罰が下されると言われている「神の隻眼」がある。他に島の内部に「レブロス」が存在しているが、この事は始祖精霊や聖獣を含めた一部の特定の者しか知らない事実。そして、この島は精霊達の故郷であると共に精霊に力を与える存在でもある。だが、近年は精霊が生まれにくくなっており、精霊の力で浮力を保っていたこの島も年々下降し墜落の危機にあった。
ホワイト・シリーズの最後でコランダム王国に墜落しており、現代では精霊以外でその存在を知るものは多くない。だが、その精霊島の墜落地点こそが現代のケセラテ自然公園であり、この地を守るかのように出来た街が将都トルバスである。
中央精霊師学院
精霊島に建っていた神曲楽士養成のための音楽院。数百年にも及ぶ永い歴史を誇る由緒ある学院で、「精霊島学院」という通称で呼ばれてもいた。今の学院長はミストラル=エコンバート。スノウ達の母校。この学院の教師は、その大半が精霊である。学舎だけでなく、ホールや学生寮や図書館、過去に作曲された数万曲にも及ぶ神曲の楽譜が納められている譜庫など、様々な施設が存在する。
年に4度各国で行われている選考会を勝ち抜いた「選ばれし者」しか入学できない特別な学院で、ここに通うことは神曲楽士達にとって大変な名誉とされた。

## キネティックノベル
クリムゾン・シリーズ
- 神曲奏界ポリフォニカ（DL版：1話のみ）
- 神曲奏界ポリフォニカ 1&2話BOXエディション（PC版／2006年4月28日発売）
- 神曲奏界ポリフォニカ 3&4話完結編（PC版／2007年5月25日発売）
- 神曲奏界ポリフォニカ （PS2版／2007年4月26日発売）
- 神曲奏界ポリフォニカ 3&4話完結編（PS2版／2007年12月27日発売）
- 神曲奏界ポリフォニカ 0 - 4話フルパック（PS2版／2008年4月10日発売）
- 神曲奏界ポリフォニカ 0 - 4話フルパック（PSP版／2008年6月26日発売）
- 神曲奏界ポリフォニカ（S!アプリ版）
- 神曲奏界ポリフォニカ AFTER SCHOOL（PC版／2009年12月25日発売）
- 神曲奏界ポリフォニカ AFTER SCHOOL パーフェクトエディション（PC版／2009年12月25日発売）
- 神曲奏界ポリフォニカ AFTER SCHOOL（PS2版／2010年11月11日発売）
- 神曲奏界ポリフォニカ AFTER SCHOOL（PSP版／2011年2月17日発売）
- 神曲奏界ポリフォニカ プラス（PC版／2011年7月22日発売）
- 神曲奏界ポリフォニカ F（PC版／2013年5月24日発売）
- 神曲奏界ポリフォニカ F パーフェクトエディション（PC版／2013年5月24日発売）

製作スタッフ
- シナリオ：榊一郎（全話）、武乃忍（1話のみ）
- 原画：神奈月昇
- BGM：吉田仁郎（0-4話、AFTER SCHOOL、プラス）、AmBush（AFTER SCHOOL、プラス）、琉姫アルナ（プラス、F）
- 主題歌：Rita
- 挿入歌：yuiko

登場人物（クリムゾン・シリーズ）
キネティックノベル版ならびにコンシューマー版の声優。
- タタラ・フォロン：小橋達也
- コーティカルテ・アパ・ラグランジェス：平井理子
- サイキ・レンバルト：久保田竜一
- ユギリ・ペルセルテ：田中美智
- ユギリ・プリネシカ：由宇翼
- ツゲ・ユフィンリー：すずきけいこ
- ダングイス：菱田盛之
- シダラ・レイトス：キネティックノベル版 加古川高 / PS2、PSP版 石田彰
- ライカ：佐々木あかり
- バルゲス：むらさきヒカル

ブラック・シリーズ
- 神曲奏界ポリフォニカ THE BLACK EPISODE 1&2 BOX EDITION
- 神曲奏界ポリフォニカ THE BLACK(PS2版)

製作スタッフ
- シナリオ：大迫純一
- 原画：BUNBUN
- BGM：西脇辰弥、サイモンガー
- 主題歌：「hurting heart」歌：fripSide
  - 作詞:八木沼悟志・山下慎一狼、作曲・編曲：八木沼悟志

登場人物（ブラック・シリーズ）
キネティックノベル版の声優。
- マナガ：大塚明夫
- マティア：浅井清己
- シェリカ：伊藤麻喜
- ティグレア：鴨ノ宮ゆう
- ヤグニ：中村俊洋
- ウォナーリア：氷上恭子

ホワイト・シリーズ
- 神曲奏界ポリフォニカ Memories White 〜ファーストエモーション〜
- 神曲奏界ポリフォニカ Memories White 〜エンドレスアリア〜

製作スタッフ
- シナリオ：高殿円
- 原画：きなこひろ
- 主題歌・BGM作曲：吉田仁郎、服部夢仁
- 歌：喜多村英梨

登場人物（ホワイト・シリーズ）
キネティックノベル版の声優。
- スノウドロップ：喜多村英梨
- ブランカ：緑川光
- プリムローズ：栗原みきこ
- デイジー：山本彰子
- ピース：粕谷雄太
- ジョッシュ：小橋達也
- リシュリーティンク：及川ひとみ
- マーヴェラス：野田順子
- パリア：高橋裕吾
- ナノポニート：門脇舞以
- エターナリア：？
- アンジェロ／アンジェリカ：羽吹梨里
- エリュトロン：竹本英史

## 小説版

### クリムゾン・シリーズ
- 榊一郎（著）・神奈月昇（イラスト） 『神曲奏界ポリフォニカ』 ソフトバンククリエイティブ〈GA文庫〉、全12巻
  1. 「ウェイワード・クリムゾン」2006年1月31日初版第一刷発行（1月16日発売[5]）、ISBN 4-7973-3443-6
  2. 「ロマンティック・クリムゾン」2006年5月31日初版第一刷発行（5月15日発売[6]）、ISBN 4-7973-3582-3
  3. 「スパーティング・クリムゾン」2006年9月30日初版第一刷発行（9月15日発売[7]）、ISBN 4-7973-3718-4
  4. 「ストラグル・クリムゾン」2006年10月31日初版第一刷発行（10月15日発売[8]）、ISBN 4-7973-3780-X
  5. 「ビギニング・クリムゾン」2007年5月31日初版第一刷発行（5月15日発売[9]）、ISBN 978-4-7973-4061-7
  6. 「ジェラス・クリムゾン」2008年7月31日初版第一刷発行（7月15日発売[10]）、ISBN 978-4-7973-4544-5
  7. 「エイディング・クリムゾン」2008年9月30日初版第一刷発行（9月15日発売[11]）、ISBN 978-4-7973-4927-6
  8. 「チェイシング・クリムゾン」2009年4月30日初版第一刷発行（4月15日発売[12]）、ISBN 978-4-7973-4417-2
  9. 「ノスタルジック・クリムゾン」2010年10月31日初版第一刷発行（10月15日発売[13]）、ISBN 978-4-7973-6224-4
  10. 「ルックバック・クリムゾン」2011年7月31日初版第一刷発行（7月15日発売[14]）、ISBN 978-4-7973-6596-2
  11. 「ディサイディング・クリムゾン」2012年11月30日初版第一刷発行（11月15日発売[15]）、ISBN 978-4-7973-7190-1
  12. 「ファイナライジング・クリムゾン」2013年6月30日初版第一刷発行（6月15日発売[16]）、ISBN 978-4-7973-7342-4
- 榊一郎（著）・神奈月昇（イラスト） 『神曲奏界ポリフォニカ クリムゾンS』 ソフトバンククリエイティブ〈GA文庫〉、全6巻
  1. 2008年11月30日初版第一刷発行（11月15日発売[17]）、ISBN 978-4-7973-5057-9
  2. 2009年1月31日初版第一刷発行（1月15日発売[18]）、ISBN 978-4-7973-5171-2
  3. 2009年3月31日初版第一刷発行（3月15日発売[19]）、ISBN 978-4-7973-5357-0
  4. 2009年6月30日初版第一刷発行（6月15日発売[20]）、ISBN 978-4-7973-5488-1
  5. 2009年9月30日初版第一刷発行（9月15日発売[21]）、ISBN 978-4-7973-5491-1
  6. 2010年3月31日初版第一刷発行（3月15日発売[22]）、ISBN 978-4-7973-5932-9
- 榊一郎（著）・神奈月昇（イラスト） 『神曲奏界ポリフォニカ アフタースクール』 ソフトバンククリエイティブ〈GA文庫〉、全3巻
  1. 2012年7月31日初版第一刷発行（7月15日発売[23]）、ISBN 978-4-7973-6989-2
  2. 2012年10月31日初版第一刷発行（10月15日発売[24]）、ISBN 978-4-7973-7191-8
  3. 2013年3月31日初版第一刷発行（3月15日発売[25]）、ISBN 978-4-7973-7310-3

新装版
- 榊一郎（著）・神奈月昇（イラスト） 『神曲奏界ポリフォニカ』 SBクリエイティブ〈GAノベル〉、全12巻
  1. 「ウェイワード・クリムゾン」2016年5月31日初版第一刷発行（5月14日発売[26]）、ISBN 978-4-7973-8755-1
  2. 「ロマンティック・クリムゾン」2016年6月30日初版第一刷発行（6月15日発売[27]）、ISBN 978-4-7973-8756-8
  3. 「スパーティング・クリムゾン」2016年8月31日初版第一刷発行（8月12日発売[28]）、ISBN 978-4-7973-8757-5
  4. 「ストラグル・クリムゾン」2016年9月30日初版第一刷発行（9月15日発売[29]）、ISBN 978-4-7973-8901-2
  5. 「ビギニング・クリムゾン」2016年12月31日初版第一刷発行（12月15日発売[30]）、ISBN 978-4-7973-9033-9
  6. 「ジェラス・クリムゾン」2017年2月28日初版第一刷発行（2月15日発売[31]）、ISBN 978-4-7973-9055-1
  7. 「エイディング・クリムゾン」2017年4月30日初版第一刷発行（4月15日発売[32]）、ISBN 978-4-7973-9239-5
  8. 「チェイシング・クリムゾン」2017年7月31日初版第一刷発行（7月15日発売[33]）、ISBN 978-4-7973-9240-1
  9. 「ノスタルジック・クリムゾン」2017年9月30日初版第一刷発行（9月15日発売[34]）、ISBN 978-4-7973-9241-8
  10. 「ルックバック・クリムゾン」2017年11月30日初版第一刷発行（11月15日発売[35]）、ISBN 978-4-7973-9242-5
  11. 「ディサイディング・クリムゾン」2018年1月31日初版第一刷発行（1月15日発売[36]）、ISBN 978-4-7973-9572-3
  12. 「ファイナライジング・クリムゾン」2018年2月28日初版第一刷発行（2月15日発売[37]）、ISBN 978-4-7973-9573-0

### ブラック・シリーズ
- 大迫純一（著）・BUNBUN（イラスト） 『神曲奏界ポリフォニカ』 ソフトバンククリエイティブ〈GA文庫〉、全14巻
  1. 「インスペクター・ブラック」2006年6月30日初版第一刷発行（6月15日発売[38]）、ISBN 4-7973-3614-5
  2. 「サイレント・ブラック」2006年8月31日初版第一刷発行（8月15日発売[39]）、ISBN 4-7973-3714-1
  3. 「プレイヤー・ブラック」2006年12月31日初版第一刷発行（12月15日発売[40]）、ISBN 4-7973-3899-7
  4. 「トライアングル・ブラック」2007年3月31日初版第一刷発行（3月15日発売[41]）、ISBN 978-4-7973-4054-9
  5. 「レゾリューション・ブラック」2007年7月31日初版第一刷発行（7月15日発売[42]）、ISBN 978-4-7973-4166-9
  6. 「ペイシェント・ブラック」2007年10月31日初版第一刷発行（10月15日発売[43]）、ISBN 978-4-7973-4540-7
  7. 「メモワーズ・ブラック」2008年2月29日初版第一刷発行（2月15日発売[44]）、ISBN 978-4-7973-4621-3
  8. 「リライアンス・ブラック」2008年7月31日初版第一刷発行（7月15日発売[45]）、ISBN 978-4-7973-4921-4
  9. 「アイソレーション・ブラック」2008年10月31日初版第一刷発行（10月15日発売[46]）、ISBN 978-4-7973-5127-9
  10. 「リベレーション・ブラック」2009年1月31日初版第一刷発行（1月15日発売[47]）、ISBN 978-4-7973-5266-5
  11. 「アドレイション・ブラック」2009年5月31日初版第一刷発行（5月15日発売[48]）、ISBN 978-4-7973-5489-8
  12. 「プロミスト・ブラック」2009年8月31日初版第一刷発行（8月15日発売[49]）、ISBN 978-4-7973-5533-8
  13. 「アドヴェント・ブラック」2009年11月30日初版第一刷発行（11月15日発売[50]）、ISBN 978-4-7973-5708-0
  14. 「インタルード・ブラック」2010年10月31日初版第一刷発行（10月15日発売[51]）、ISBN 978-4-7973-6225-1

### レオン・ザ・レザレクター
- 大迫純一（著）・忍青龍（イラスト） 『神曲奏界ポリフォニカ レオン・ザ・レザレクター』 ソフトバンククリエイティブ〈GA文庫〉、全4巻
  1. 2007年11月30日初版第一刷発行（11月15日発売[52]）、ISBN 978-4-7973-4541-4
  2. 2008年5月31日初版第一刷発行（5月15日発売[53]）、ISBN 978-4-7973-4860-6
  3. 2008年11月30日初版第一刷発行（11月15日発売[54]）、ISBN 978-4-7973-5168-2
  4. 2009年4月30日初版第一刷発行（4月15日発売[55]）、ISBN 978-4-7973-5464-5

### ゴールド・シリーズ
- 大迫純一（著）・忍青龍（イラスト） 『神曲奏界ポリフォニカ レオン・ザ・ゴールド』 ソフトバンククリエイティブ〈GA文庫〉、2009年10月31日初版第一刷発行（10月15日発売[56]）、ISBN 978-4-7973-5705-9

### ホワイト・シリーズ
- 高殿円（著）・きなこひろ（イラスト[注釈 24]）・凪かすみ（イラスト[注釈 25]） 『神曲奏界ポリフォニカ』 ソフトバンククリエイティブ〈GA文庫〉、全13巻
  1. 「エターナル・ホワイト」2006年7月31日初版第一刷発行（7月15日発売[57]）、ISBN 4-7973-3673-0
  2. 「インフィニティ・ホワイト」2006年11月30日初版第一刷発行（11月15日発売[58]）、ISBN 4-7973-3782-6
  3. 「ミッシング・ホワイト」2007年4月30日初版第一刷発行（4月15日発売[59]）、ISBN 978-4-7973-4056-3
  4. 「アニバーサリー・ホワイト」2007年9月30日初版第一刷発行（9月15日発売[60]）、ISBN 978-4-7973-4475-2
  5. 「エンシェント・ホワイト」2008年9月30日初版第一刷発行（9月15日発売[61]）、ISBN 978-4-7973-4863-7
  6. 「スパイラル・ホワイト」2008年12月31日初版第一刷発行（12月15日発売[62]）、ISBN 978-4-7973-4864-4
  7. 「マージナル・ホワイト」2009年3月31日初版第一刷発行（3月15日発売[63]）、ISBN 978-4-7973-4865-1
  8. 「メモリーズ・ホワイト」2009年6月30日初版第一刷発行（6月15日発売[64]）、ISBN 978-4-7973-5542-0
  9. 「ピュアリー・ホワイト」2010年2月28日初版第一刷発行（2月15日発売[65]）、ISBN 978-4-7973-5891-9
  10. 「リユニオン・ホワイト」2010年7月31日初版第一刷発行（7月15日発売[66]）、ISBN 978-4-7973-5892-6
  11. 「リグレット・ホワイト」2010年11月30日初版第一刷発行（11月15日発売[67]）、ISBN 978-4-7973-6291-6
  12. 「ウィズアウト・ホワイト」2011年5月31日初版第一刷発行（5月15日発売[68]）、ISBN 978-4-7973-6405-7
  13. 「ネバーエンディング・ホワイト」2011年11月30日初版第一刷発行（11月15日発売[69]）、ISBN 978-4-7973-6642-6

### ぶるう・シリーズ
- 築地俊彦（著）・兎塚エイジ（イラスト） 『神曲奏界ポリフォニカ』 ソフトバンククリエイティブ〈GA文庫〉、既刊3巻（2009年8月15日現在）
  1. 「えきさいと・ぶるう」2007年2月28日初版第一刷発行（2月15日発売[70]）、ISBN 978-4-7973-4053-2
  2. 「ふゅーじてぃぶ・ぶるう」2007年6月30日初版第一刷発行（6月15日発売[71]）、ISBN 978-4-7973-4162-1
  3. 「こんふゅーじょん・ぶるう」2009年8月31日初版第一刷発行（8月15日発売[72]）、ISBN 978-4-7973-4542-1

### ダン・サリエル・シリーズ
- あざの耕平（著）・カズアキ（イラスト） 『神曲奏界ポリフォニカ』 ソフトバンククリエイティブ〈GA文庫〉、全3巻
  1. 「ダン・サリエルと白銀の虎」2008年9月30日初版第一刷発行（9月15日発売[73]）、ISBN 978-4-7973-5059-3
  2. 「ダン・サリエルとイドラの魔術師」2009年4月30日初版第一刷発行（4月15日発売[74]）、ISBN 978-4-7973-5413-3
  3. 「ダン・サリエルと真夜中のカルテット」2010年7月31日初版第一刷発行（7月15日発売[75]）、ISBN 978-4-7973-6025-7

### エイフォニック・ソングバード・シリーズ
- 榊一郎（著）・カントク（イラスト） 『神曲奏界ポリフォニカ』 ソフトバンククリエイティブ→SBクリエイティブ〈GA文庫〉、全4巻
  1. 2012年5月31日初版第一刷発行（5月15日発売[76]）、ISBN 978-4-7973-6985-4
  2. 2012年8月31日初版第一刷発行（8月11日発売[77]）、ISBN 978-4-7973-7132-1
  3. 2014年3月31日初版第一刷発行（3月15日発売[78]）、ISBN 978-4-7973-7653-1
  4. 2014年4月30日初版第一刷発行（4月15日発売[79]）、ISBN 978-4-7973-7654-8

### 短編集・アンソロジー
- 『神曲奏界ポリフォニカ まぁぶる』2007年1月31日初版第一刷発行（1月15日発売[80]）、ISBN 978-4-7973-3900-0
  - 著者は榊一郎、大迫純一、高殿円、築地俊彦。イラストはBUNBUN、兎塚エイジ。
- 『神曲奏界ポリフォニカ まぁぶる2』2008年1月31日初版第一刷発行（1月15日発売[81]）、ISBN 978-4-7973-4543-8
  - 著者は榊一郎、大迫純一、高殿円。イラストはBUNBUN、兎塚エイジ。
- 『神曲奏界ポリフォニカ ぱれっと』2007年8月31日初版第一刷発行（8月10日発売[82]）、ISBN 978-4-7973-4299-4
  - 著者は浅井ラボ、あざの耕平、神野オキナ、三田誠。イラストは山本ヤマト、okama、椋本夏夜、狐印、凪良。

### ファンブック
- 『神曲奏界ポリフォニカ ビジュアルファンブック』2007年8月31日発売[83]、ISBN 978-4-7973-4414-1
- 『神奈月昇イラストレーションズ -神曲奏界ポリフォニカ-』2010年3月26日発売[84]、ISBN 978-4-7973-5890-2

### TRPG
- 長田崇、F.E.A.R.（著）・みかきみかこ（絵） 『神曲奏界ポリフォニカRPG 基本ルールブック』2008年8月15日発売[85]、ISBN 978-4-7973-5024-1
- 加納正顕、F.E.A.R.（著）・みかきみかこ（絵） 『神曲奏界ポリフォニカRPG リプレイ 時を越えた子守歌』2008年8月15日発売[86]、ISBN 978-4-7973-5025-8
- 加納正顕、F.E.A.R.（著）・みかきみかこ（絵） 『神曲奏界ポリフォニカRPG リプレイ2 貴方と繋がるハーモニー』2009年5月15日発売[87]、ISBN 978-4-7973-5487-4

## 漫画化作品

### カーディナル・クリムゾン
Yahoo! JAPAN内『FlexComixブラッド』にて漫画化作品「カーディナル・クリムゾン」が連載された。ストーリーは「赤」の学生編に準じている。作画：緋呂河とも。2012年10月よりジー・モードのウェブコミック配信サイト『COMIC メテオ』へ移籍。
- 榊一郎、ocelot（原作）・緋呂河とも（作画） 『神曲奏界ポリフォニカ カーディナル・クリムゾン』 フレックスコミックス発行 / ソフトバンククリエイティブ発売→ほるぷ出版発売〈Flex Comix〉、全9巻
  1. 2007年10月11日発売[88]、ISBN 978-4-7973-4487-5 / ISBN 978-4-593-85556-8（新装版）
  2. 2008年7月10日発売[89]、ISBN 978-4-7973-4899-6 / ISBN 978-4-593-85557-5（新装版）
  3. 2009年4月9日発売[90]、ISBN 978-4-7973-5405-8 / ISBN 978-4-593-85558-2（新装版）
  4. 2010年1月12日発売[91]、ISBN 978-4-7973-5824-7 / ISBN 978-4-593-85559-9（新装版）
  5. 2010年8月12日発売[92]、ISBN 978-4-7973-6106-3 / ISBN 978-4-593-85560-5（新装版）
  6. 2011年2月12日発売[93]、ISBN 978-4-7973-6353-1 / ISBN 978-4-593-85561-2（新装版）
  7. 2011年11月12日発売[94]、ISBN 978-4-7973-6779-9 / ISBN 978-4-593-85562-9（新装版）
  8. 2012年7月12日発売[95]、ISBN 978-4-593-85698-5
  9. 2013年3月12日発売[96]、ISBN 978-4-593-85723-4

コミックとらのあなおよびアニメイトで各巻表紙カバー違いの限定版を販売。

### ザ・ブラック
『FlexComixネクスト』にて2008年12月16日よりブラック・シリーズの小説「トライアングル・ブラック」を原作としたコミカライズ版「ザ・ブラック」が連載された。
- 大迫純一（原作）・米村孝一郎（作画） 『神曲奏界ポリフォニカ ザ・ブラック』 フレックスコミックス発行 / ソフトバンククリエイティブ発売〈Flex Comix〉、全3巻
  1. 2009年6月12日発売[97]、ISBN 978-4-7973-5501-7
  2. 2010年11月12日発売[98]、ISBN 978-4-7973-6239-8
  3. 2011年11月12日発売[99]、ISBN 978-4-7973-6726-3

### エターナル・ホワイト
『月刊プリンセス』にて2009年4月号よりホワイト・シリーズの小説「エターナル・ホワイト」を原作としたコミカライズが連載された。作画:藤丘ようこ。
- 高殿円（原作）・藤丘ようこ（作画） 『神曲奏界ポリフォニカ エターナル・ホワイト』 秋田書店〈プリンセスコミックス〉、全5巻
  1. 2009年9月16日発売[100]、ISBN 978-4-253-19497-6
  2. 2010年3月16日発売[101]、ISBN 978-4-253-19498-3
  3. 2010年11月16日発売[102]、ISBN 978-4-253-19499-0
  4. 2011年5月16日発売[103]、ISBN 978-4-253-19500-3
  5. 2011年10月14日発売[104]、ISBN 978-4-253-19493-8

## テレビアニメ
第1期
『神曲奏界ポリフォニカ』のタイトルで、2007年4月よりTBSほかで放送された。シリーズ構成と脚本を、原作に関わっているライトノベル作家だけで担当している。
第2期
『神曲奏界ポリフォニカ クリムゾンS』のタイトルで、2009年4月よりUHFアニメの形態で放送された。テレビ放送での画面サイズは第1期と異なり、16:9となっている。
2008年2月15日にテレビアニメ公式サイトのコンテンツが消滅し、代わりに「復活まであと?日」と表示されていた。しかし、2008年10月13日より「演奏開始まで30日」とカウントが始まり、2008年11月12日午前0時をもって、第2期の公式サイトが始動された。
第1期と同じく「赤」をメインとしているが、時間軸は異なり、より過去の「学生編」を舞台にする。音楽担当の七瀬光を除き、第1期と制作スタッフは総入れ換えされた。また、原作を執筆しているライトノベル作家陣は今回は参加していない。
このタイトルは2008年11月13日に発売した榊一郎 著の小説シリーズと同名であるが、この『S』については、考案したのは出版社だが、何を意味しているのか著者にも出版社にも不明だという。

### キャスト
キネティックノベル版の声優から総入れ替えとなっている。
- タタラ・フォロン - 神谷浩史[106]
- コーティカルテ・アパ・ラグランジェス - 戸松遥[106]
- サイキ・レンバルト - 小西克幸[106]
- ユギリ・ペルセルテ - 水樹奈々[106]
- ユギリ・プリネシカ - 佐藤利奈[106]
- ツゲ・ユフィンリー - 川澄綾子[106]
- ヤーディオ・ウォダ・ムナグール - 檜山修之
- アカツキ・ディーレン - 小野大輔
- メイルリート・ルル・ウルクハウレン - 能登麻美子
- マチヤ・マティア - 茅原実里[107]
- マナガリアスティノークル・ラグ・エデュライケリアス - 小杉十郎太[107]
- ミサキ - 成田紗矢香
- カレン - みづき
- ボウライ、ジムティル - 川澄綾子、水樹奈々、佐藤利奈[注釈 26]
- 学院長 - 速水奨[108]
- ミゼルドリッド - 野中藍
- エレインドゥース - 生天目仁美
- ダングイス - 浅沼晋太郎

### スタッフ
第1期
- 原作・シリーズ構成 - 榊一郎
- 監督 - 下田正美
- チーフディレクター - わたなべぢゅんいち
- キャラクター原案 - 神奈月昇
- キャラクターデザイン - 堀内博之
- メカデザイン - 中原れい
- 美術監督 - 大橋由佳
- 色彩設計 - 佐藤直子
- 撮影監督 - 笹野勇介
- 編集 - 西山茂
- 音響監督 - 明田川仁
- 音楽 - 七瀬光
- プロデューサー - 福場一義、小山倫良、中山佳子、松永裕一、佐藤俊之、田中豪
- アニメーション制作 - 銀画屋
- 製作協力 - ポニーキャニオン、ソフトバンククリエイティブ、ティー・オーエンタテインメント、FCC、ムービック、メモリーテック
- 製作 - ツゲ神曲楽士派遣事務所、TBS

第2期
- 原作 - 榊一郎
- 監督 - 鈴木利正
- シリーズ構成 - 金巻兼一
- キャラクターデザイン - 小原充
- 総作画監督 - 小原充、小菅和久
- メカデザイン - 小菅和久
- プロップデザイン - 夘野路子
- 美術監督 - 佐藤勝
- 色彩設計 - 高谷知恵
- 撮影監督 - 飯島亮
- 編集 - 関一彦
- 音響監督 - 明田川仁
- 音楽 - 七瀬光
- プロデューサー - 柴田維、高取昌史、北村州識、中山佳子、伊藤善之、里見哲朗
- アニメーション制作 - ディオメディア
- 製作 - トルバス神曲学院（ティー・オーエンタテインメント、ポニーキャニオン、ソフトバンククリエイティブ、ランティス、読売広告社）

### 主題歌
第1期
オープニングテーマ「Apocrypha」
作詞 - riya / 作曲・編曲 - 菊地創 / 歌 - eufonius
エンディングテーマ「コンコルディア」
作詞 - 霜月はるか / 作曲・編曲 - myu / 歌 - kukui
挿入歌
「楽園」（第8楽章）
作詞 - riya / 作曲・編曲 - 菊地創 / 歌 - eufonius
「L'aura 〜 精霊の唄 〜」（第11・12楽章）
作詞・歌 - 堀澤麻衣子 / 作曲・編曲 - 七瀬光

第2期
オープニングテーマ「phosphorus」
作詞 - riya / 作曲・編曲 - 菊地創 / 歌 - eufonius
エンディングテーマ「こいのうた」
作詞・作曲 - 荒巻修久 / 編曲 - 齋藤真也 / 歌 - 戸松遥
挿入歌
「La Luna」（第1・4・12奏）
作詞・歌 - 堀澤麻衣子 / 作曲・編曲 - 七瀬光
「L'aura 〜 精霊の唄 〜」（第12奏）
作詞・歌 - 堀澤麻衣子 / 作曲・編曲 - 七瀬光

### 各話リスト
| 第1期    | 第1期                         | 第1期           | 第1期             | 第1期            | 第1期                                 |
| 話数     | サブタイトル                  | 脚本            | 絵コンテ          | 演出             | 作画監督                              |
| -------- | ----------------------------- | --------------- | ----------------- | ---------------- | ------------------------------------- |
| 第1楽章  | プレリュード 紅の精霊         | 榊一郎          | 下田正美          | 遠藤広隆         | 阿部邦博、坂田理                      |
| 第2楽章  | オペレッタ 見つめる精霊       | 榊一郎          | 楠本巨樹          | 粟井重紀         | 高橋敦子、芳賀亮                      |
| 第3楽章  | ポルカ 海の底の忘れ物         | 築地俊彦        | 小林孝志          | 浅見松雄         | 後藤孝宏、芳賀亮 服部憲知             |
| 第4楽章  | ダルセーニョ 始まりの日       | 日高真紅        | 成田歳法          | 内田祐司         | 朴杲烈、Choi Yung-Min Cho Yong-Ju     |
| 第5楽章  | アッファンナート 裏切りの絆   | 大迫純一        | 中川聡            | 川畑喬           | 金一培                                |
| 第6楽章  | スケルツォ 傍にいる理由       | 高殿円 日高真紅 | 下田正美          | 白石道太         | 三木俊明、渡辺浩二                    |
| 第7楽章  | ヴァイオレンツァ 黒い追跡者   | 大迫純一        | 中原れい          | 粟井重紀         | 樋口聡一、後藤孝宏 芳賀亮             |
| 第8楽章  | セレナーデ 人と精霊の狭間に   | 日高真紅        | 北沢武士          | 北沢武士         | 山沢実、丸英男                        |
| 第9楽章  | ラプソディ とある神曲楽士の話 | 築地俊彦        | 内田祐司          | 長尾粛           | 高鉾誠                                |
| 第10楽章 | バラード 愛憎の決着           | 大迫純一        | 大庭秀昭          | 川畑喬           | 金一培                                |
| 第11楽章 | レクイエム 歌う精霊           | 榊一郎          | 中原れい          | 白石道太         | 渡辺浩二、藤原未来夫 後藤孝宏         |
| 第12楽章 | シンフォニー 虹の楽曲         | 榊一郎          | 下田正美 中原れい | 下田正美         | 堀内博之                              |
| 第2期    |                               |                 |                   |                  |                                       |
| 話数     | サブタイトル                  | シナリオ        | 絵コンテ          | 演出             | 作画監督                              |
| 第1奏    | 邂逅：misterioso              | 金巻兼一        | 鈴木利正          | 鈴木利正         | 今村麻美、臼田美夫                    |
| 第2奏    | 迷路：piangendo               | 金巻兼一        | 山本天志          | 守田芸成         | 夘野路子、武本大介                    |
| 第3奏    | 盟約：loco                    | 金巻兼一        | 伴山人            | 萩原露光         | 関矢かおる、ひのたかふみ              |
| 第4奏    | 暗躍：rubato                  | 川崎ヒロユキ    | 吉田英俊          | ながはまのりひこ | 空流辺広子                            |
| 第5奏    | 謀略：feroce                  | 関島眞頼        | 徳本善信          | 徳本善信         | 宮崎修治、キム・ヨンシク              |
| 第6奏    | 双魂：affettuoso              | 金巻兼一        | 園田雅裕          | 園田雅裕         | 玉木慎吾                              |
| 第7奏    | 始動：amabile                 | 金巻兼一        | 上坪亮樹          | 美甘義人         | 本多美乃、杉本光司                    |
| 第8奏    | 激震：furioso                 | 川崎ヒロユキ    | 山本天志          | 浅見松雄         | 武本大介、宇津木勇                    |
| 第9奏    | 野望：marcato                 | 関島眞頼        | 吉田英俊          | ながはまのりひこ | 空流辺広子                            |
| 第10奏   | 進攻：risoluto                | 関島眞頼        | 園田雅裕          | 園田雅裕         | 玉木慎吾、藤原利恵                    |
| 第11奏   | 解体：tempestoso              | 関島眞頼        | 松尾衡            | 神崎ユウジ       | 桜井木の実、宮崎修治                  |
| 第12奏   | 希望：vivace                  | 金巻兼一        | 松尾衡            | 上田繁 美甘義人  | 小原充、小菅和久 武本大介、空流辺広子 |

### 放送局
| 放送地域   | 放送局             | 放送期間                | 放送日時            | 放送系列       | 備考                                       |
| 第1期      | 第1期              | 第1期                   | 第1期               | 第1期          | 第1期                                      |
| ---------- | ------------------ | ----------------------- | ------------------- | -------------- | ------------------------------------------ |
| 関東広域圏 | 東京放送           | 2007年4月3日 - 6月19日  | 火曜 28:15 - 28:45  | TBS系列        | 製作局 字幕放送                            |
| 中京広域圏 | 中部日本放送       | 2007年4月5日 - 6月21日  | 木曜 27:25 - 27:55  | TBS系列        |                                            |
| 近畿広域圏 | 毎日放送           | 2007年4月7日 - 6月23日  | 土曜 27:25 - 27:55  | TBS系列        | アニメシャワー枠外扱い                     |
| 日本全域   | BS-i               | 2007年5月1日 - 7月17日  | 火曜 26:30 - 27:00  | TBS系列 BS放送 | 16:9フルサイズ                             |
| 日本全域   | AT-X               | 2007年6月22日 - 9月7日  | 金曜 9:30 - 10:00   | CS放送         | リピート放送あり                           |
| 日本全域   | GyaO               | 2007年4月26日 - 8月2日  | 木・月曜 24:00 更新 | ネット配信     | 無料配信                                   |
| 第2期      |                    |                         |                     |                |                                            |
| 神奈川県   | tvk                | 2009年4月4日 - 6月20日  | 土曜 25:30 - 26:00  | 独立UHF局      | 番組表では『神曲奏界ポリフォニカ』のみ表記 |
| 埼玉県     | テレ玉             | 2009年4月4日 - 6月20日  | 土曜 25:30 - 26:00  | 独立UHF局      |                                            |
| 近畿広域圏 | 毎日放送           | 2009年4月4日 - 6月20日  | 土曜 26:58 - 27:28  | TBS系列        | アニメシャワー 第3部                       |
| 三重県     | 三重テレビ         | 2009年4月9日 - 6月25日  | 木曜 25:25 - 25:55  | 独立UHF局      |                                            |
| 岐阜県     | 岐阜放送           | 2009年4月9日 - 6月25日  | 木曜 25:45 - 26:15  | 独立UHF局      |                                            |
| 千葉県     | チバテレビ         | 2009年4月9日 - 6月25日  | 木曜 26:00 - 26:30  | 独立UHF局      |                                            |
| 日本全域   | AT-X               | 2009年4月21日 - 7月7日  | 火曜 11:30 - 12:00  | CS放送         | リピート放送あり                           |
| 日本全域   | バンダイチャンネル | 2009年4月24日 - 7月10日 | 金曜 12:00 更新     | ネット配信     | 1週間無料配信                              |

### 関連CD

#### ドラマCD
- 「ホワイトナックル・クリムゾン」（2007年7月11日、LASA-9001）

#### 音楽CD
第1期
- TVアニメーション「神曲奏界ポリフォニカ」オリジナルサウンドトラック（2007年6月27日）
- キャラクターソングアルバム『Meta-morphose』（2007年8月22日、LACA-5667）

第2期
- 神曲奏界ポリフォニカ クリムゾンS キャラクターソング The First Movement「光の旋律/証 -akashi-」（2009年5月27日、LASM-4010）
- 神曲奏界ポリフォニカ クリムゾンS キャラクターソング The Second Movement「promise melody / Echoes」（2009年6月24日、LASM-4011）
- 神曲奏界ポリフォニカ クリムゾンS キャラクターソング The Third Movement「リボンの音符♪ / あたたかな調べ」（2009年6月24日、LASM-4012）
- TVアニメ「神曲奏界ポリフォニカ クリムゾンS」オリジナルサウンドトラック a sacred promise（2009年7月22日、LASA-9001〜LASA-9002）

## トレーディングカードゲーム
Lycee
シルバーブリッツのトレーディングカードゲーム、Lyceeに参戦している。収録エキスパンションは、バージョンビジュアルアーツ。
プリズムコネクト
ムービック×エンスカイのトレーディングカードゲーム、プリズムコネクトに参戦している。収録エキスパンションは、神曲奏界ポリフォニカ。

## 反響
2011年時点で『ポリフォニカシリーズ』は榊一郎先生のネームバリューもあって大いにヒットし、常に万単位の売れ行きを示すようになった。